# ユーゴスラビア社会主義連邦共和国

ユーゴスラビア連邦人民共和国
ユーゴスラビア社会主義連邦共和国
Федеративна Народна Република
Југославија (セルボ・クロアチア語)
Социјалистичка Федеративна Република Југославија (セルボ・クロアチア語)

国の標語: Bratstvo i jedinstvo（セルビア・クロアチア語）
兄弟愛と統一国歌: Hej, Slaveni（セルビア・クロアチア語）
スラブ人よ

ユーゴスラビア社会主義連邦共和国の位置

| 先代 | 次代                                                                                                 |
| --- | --- |
| 民主連邦ユーゴスラビア セルビア救国政府 モンテネグロ クロアチア独立国 ブルガリア王国 ハンガリー王国 イタリア王国 アルバニア王国 シュタイアーマルク ケルンテン トリエステ | ユーゴスラビア連邦共和国 ボスニア・ヘルツェゴビナ マケドニア共和国 クロアチア共和国 スロベニア共和国 |
1. 

ユーゴスラビア社会主義連邦共和国（ユーゴスラビアしゃかいしゅぎれんぽうきょうわこく、セルビア・クロアチア語、セルビア語、クロアチア語、ボスニア語、マケドニア語: Socijalistička Federativna Republika Jugoslavija / Социјалистичка Федеративна Република Југославија、スロベニア語: Socialistična federativna republika Jugoslavija）は、第二次世界大戦中の1943年から、解体される1992年まで存続した、ユーゴスラビアの社会主義国家。

## 概要
第二次世界大戦前のユーゴスラビア王国の領域を元に結成され、1943年に民主連邦ユーゴスラビアとして臨時政府の樹立を宣言した。1945年11月の総選挙を経て、ユーゴスラビア連邦人民共和国が成立し、翌年1月には新憲法を採択。正式に社会主義国家として歩み始めた。1963年にはユーゴスラビア社会主義連邦共和国に改称された。マケドニア社会主義共和国、セルビア社会主義共和国、ボスニア・ヘルツェゴビナ社会主義共和国、クロアチア社会主義共和国、スロベニア社会主義共和国、モンテネグロ社会主義共和国の6つの国家からなる連邦国家であり、加えてセルビア内部にはコソボとヴォイヴォディナの2つの自治州を内包していた。
建国後はヨシップ・ブロズ・チトーの指導の下、冷戦下において中立政策を維持した。1960年代には、第1回非同盟諸国首脳会議の開催国となるなど、非同盟運動の中核的な役割を果たした。しかしチトーの死後、1980年代から1990年代にかけて経済問題が表面化し、それと並行して民族主義が伸張したことによって共和国間の政策不一致が進行し、民族間の不和と分断、暴力を伴った排斥の流れが進んだ。
結果、ユーゴスラヴィア主義（兄弟愛と統一）の下で一つにまとまっていたはずの各民族は、冷戦終結直後の1991年6月にスロべニア・クロアチアの2ヶ国が独立を宣言し、それにセルビア主導のユーゴスラビア連邦軍が介入したことにより（十日間戦争及びクロアチア紛争）、各民族が独立を目指すユーゴスラビア紛争を経験することとなる。特にセルビア人も多く居住するクロアチアと、民族構成が複雑だったボスニア・ヘルツェゴビナ（ムスリム48％、セルビア人37％、クロアチア人14％、その他1％）では、民族浄化に代表される戦争犯罪も繰り広げられる激しい内戦となった（ボスニアについてはボスニア紛争を参照）。ボスニア紛争では最終的に北大西洋条約機構（NATO）による軍事介入（デリバリット・フォース作戦）も実施されている。
紛争などを経てマケドニア、ボスニア・ヘルツェゴヴィナ、クロアチア、スロベニアの4ヶ国が独立し、残ったセルビアとモンテネグロは連邦の維持を決定して1992年にユーゴスラビア連邦共和国を形成した。ユーゴスラビア連邦共和国は、自らをユーゴスラビア社会主義連邦共和国の継承国と称したが、国際的には認められず、国際連合におけるユーゴスラビアの代表権を引き継ぐこともできなかった（2000年11月に新規加盟国として再加盟）。1999年、セルビアの自治州であるコソボの独立運動激化に伴いコソボ紛争が勃発し、国際世論に推されたNATOによるセルビアへの大規模空爆（アライド・フォース作戦）が実施された。
結局、コソボは国連の暫定統治下に置かれ（2008年にコソボ共和国として独立）、ユーゴスラビア連邦共和国もセルビア・モンテネグロ両国の対立が深まったことで2003年により緩やかな国家連合であるセルビア・モンテネグロに移行した後、2006年にモンテネグロが独立を宣言したことから完全に解体され、現在に至っている。
2008年以降、かつてユーゴスラビアであった地域には、北マケドニア、セルビア、ボスニア・ヘルツェゴビナ、クロアチア、スロベニア、モンテネグロの6つの国際連合加盟国、およびコソボがある。なお、コソボは独立したものの、コソボの国家承認を行っていない国々からは、今もなおセルビアの自治州であるとみなされている。

## 領土
ユーゴスラビア王国同様に、ユーゴスラビア社会主義連邦共和国はイタリア、オーストリアと北西で、ハンガリーと北東で、ルーマニアおよびブルガリアと東で、ギリシャと南で、アルバニアと南西で国境を接し、西にはアドリア海に面している。
目立ったユーゴスラビア王国との領土の違いとしては、ユーゴスラビア社会主義連邦共和国は1954年に隣接するトリエステ自由地域がオージモ条約によって解体されたのに伴って、南部のユーゴスラビア軍の管理下にあった「B地区」に属する515.4平方キロメートルを領土としたことである。
1991年から1992年にかけて、ユーゴスラビア社会主義連邦共和国の領土は、スロベニア、クロアチア、マケドニア共和国、そしてボスニア・ヘルツェゴビナの独立によって大幅に減少した。これらが独立した後も、ユーゴスラビア軍はクロアチアとボスニア・ヘルツェゴビナの一部に留まって占領を続けた。1992年、依然連邦に留まっていたセルビア共和国とモンテネグロ共和国は連邦を維持することを決定し、社会主義体制を放棄してユーゴスラビア連邦共和国となった。

## 歴史

### 建国
第二次世界大戦中、ユーゴスラビアはナチス・ドイツやイタリア王国などの枢軸国の支配下に置かれていた。枢軸側との戦いを進めていた共産主義者のパルチザンたちは、ユーゴスラビア人民解放反ファシスト会議（AVNOJ）の第二回会合をボスニア・ヘルツェゴビナのヤイツェ（Jajce）にて1943年11月29日から12月4日まで行った。民主連邦ユーゴスラビアは、このときのAVNOJの会合にて制定されたものである。一方で、枢軸国からロンドンに逃れていたユーゴスラビア王国亡命政府との交渉も続けられた。パルチザンたちはゲリラ戦を主体として、枢軸国との苛烈な戦争を戦い抜いた。ナチス・ドイツが1945年に降伏すると、5月にはほぼ自力でユーゴスラビア全域を解放した。なお、1944年10月には、ソ連軍との形式的な「合同作戦」が実施されている。1945年11月、総選挙が行われ、共産党が率いる人民戦線が大勝した。同11月29日、ベオグラードでの共産党主導による初の閣議で、王政廃止と連邦制導入によるユーゴスラビア連邦人民共和国の成立が宣言された。1946年1月31日、新しい憲法によって6つの構成共和国が定められた。ユーゴスラビア連邦の初代首相にはヨシップ・ブロズ・チトーが選ばれ、国民議会幹部会議長（国家元首に相当）にはイヴァン・リバル（Ivan Ribar）が選出された。1953年、チトーは大統領に選出され、1974年からは終身大統領となった。
このときのチトーともっとも近しい政治家は、エドヴァルド・カルデリ（Edvard Kardelj）、アレクサンダル・ランコヴィッチ（Aleksandar Ranković）、ミロヴァン・ジラス（Milovan Đilas）であった。

### 親ソ連時代
ユーゴスラビアが建国されたころ、世界は冷戦に突入していた。冷戦の初期において、ユーゴスラビア連邦は、ヨシフ・スターリンの指揮下にあるソ連と手を組み、1946年8月9日と8月16日にはユーゴスラビアの領空を飛行していたアメリカの航空機を撃墜した。これらは冷戦期において初めての西側諸国の航空機の撃墜であり、アメリカはチトーに対して強い不信感を持ち、アメリカは軍に対してユーゴスラビア侵攻を求めた。しかし、ユーゴスラビアとソ連の盟友関係にもかかわらず、スターリンもまたチトーに対して不信感を持ち、それぞれ互いの手法に同意しなかった。ユーゴスラビアは、当時スターリンが唱えていた一国社会主義を支持していた周辺の他東側諸国とは異なり、国境を越えた国際的な革命（国際社会主義希求組織）を組織し、ユーゴスラビアの人々はチトーがふさわしい指導者であり英雄であると見ていた。このことは、故トロツキーにより唱えられていた国際共産主義を思い起こさせ、政敵・故レーニン後継者レース勝者であったスターリンを大きく苛立たせていた。スターリンは、ソ連が全ての東側諸国を支配することを望んでいた。チトーとスターリンの不和は、ユーゴスラビアの経済をソ連や他の東側諸国と結びつけることをチトーが拒否したことによって、いっそう高まっていった。ソ連のプロパガンダ映画製作者たちが、ユーゴスラビアのレジスタンスを描いた映画を作製し、その中でのチトーの果たした役割を矮小化したことが明らかになるに至り、チトーとスターリンの関係は終わった。しかも、映画製作に関連したこの状況は、映画製作者らがソ連のスパイであったことが明らかになった時点でさらに悪化した。このことにチトーは激怒し、1948年、ユーゴスラビアとソ連の危機はスターリンからの最終警告が発されて緊張感が高まった。最終警告では、ユーゴスラビアにソ連の衛星国であったブルガリア人民共和国と直ちに連邦を結成することを求めていた。チトーは自国の独立を損ねるこの求めを拒絶し、スターリンはこれに対してユーゴスラビアの共産主義者をコミンフォルムから追放することで応じた。これによって、ユーゴスラビアとソ連の残されていた関係は全て絶たれた。
1949年9月27日、ソ連はユーゴスラビアとの友好相互援助条約を破棄すると、東欧五カ国も追従して友好相互援助条約を破棄した
土地改革が導入され、多くの人々が土地を獲得した。収穫量の80%の固定価格での強制買取は少なくなった。議会で農民の利益は、ドラゴリュブ・ヨヴァノヴィッチ（Dragoljub Jovanović）の手によって守られていたが、彼は後に逮捕された。

### ソ連との決別後

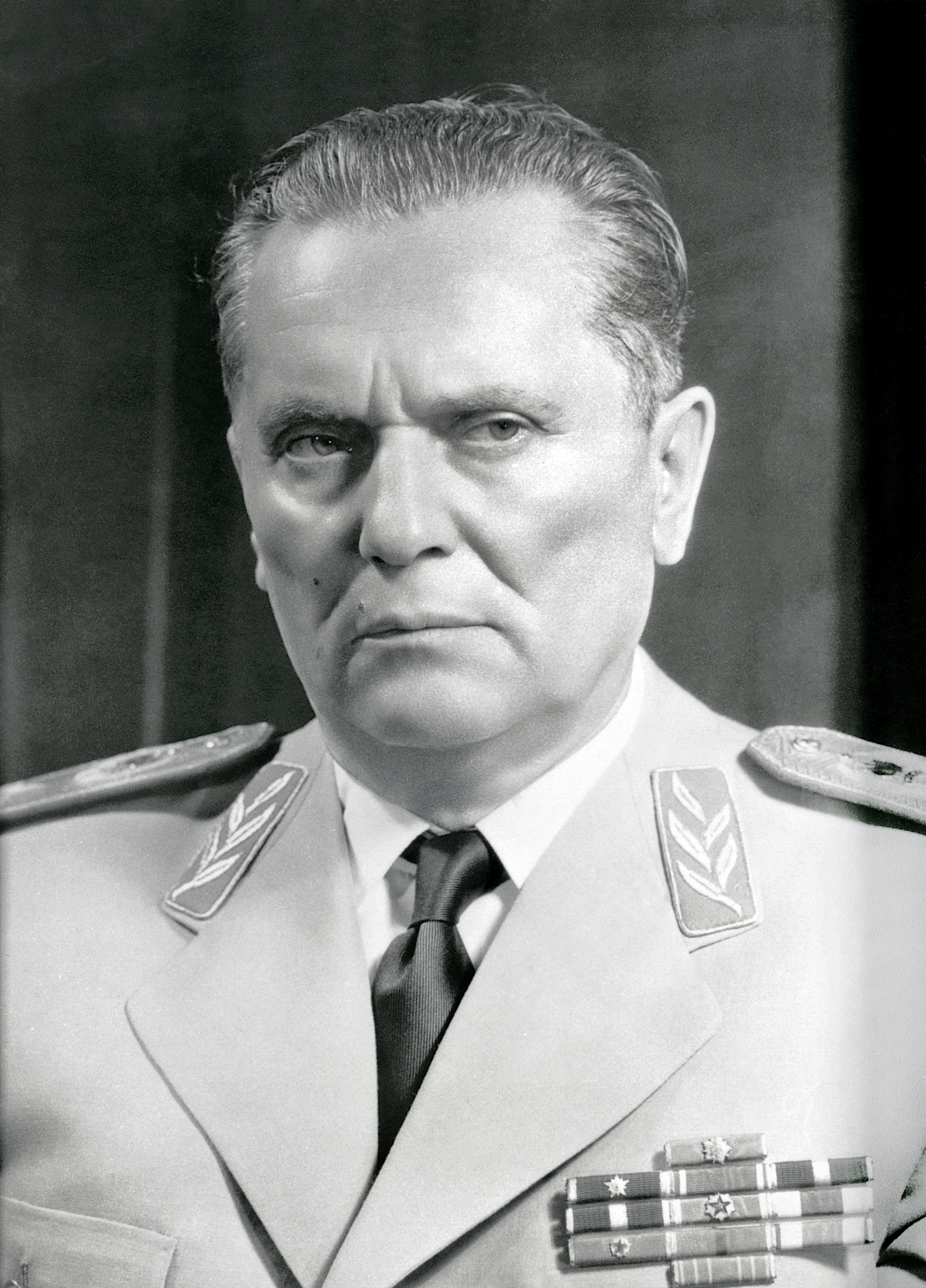
終身大統領ヨシップ・ブロズ・チトー

ソ連の勢力圏と決別してから、ユーゴスラビアでは独自の共産主義社会の構築をはじめ、チトー主義（Titoism）と呼ばれるようになった。チトー主義の政府の指導の下、一定の自由市場経済が認められ、はじめ市場社会主義と呼ばれた。また、ユーゴスラビアはモロトフ・プランやワルシャワ条約機構を拒否し、アメリカからマーシャル・プランを受け入れ、1953年にはギリシャやトルコとの間で集団防衛を明記した軍事協定バルカン三国同盟を結んで北大西洋条約機構（NATO）と事実上間接的な同盟国となる。ユーゴスラビアは、インドやエジプト、インドネシアなどとともに、非同盟運動の創設メンバーのひとつとなり、冷戦下において非同盟中立の立場をとることになり、アメリカに対する対決姿勢をとらない中道左派の政策を採り続けた。
ソ連との決別は、ただちに抑圧の終わりを意味するものではなかった。むしろ、ソ連との決別はスターリンに同調的とされた者たちに対する新しい抑圧の嵐を巻き起こした。彼らは、再教育の場とされたゴリ・オトク島（Goli Otok、「不毛の島」）に送られた。この収容所では食事に女性ホルモンの注入といった、非人道的行為が行われていた。
ユーゴスラビアの経済は市場社会主義の下で、比較的、自律的であった。共産主義者の政府は私有の自動車会社ザスタバの操業を続けることを認め、ザスタバは国際的に有名な自動車ザスタバ・コラル（Zastava Koral、広く「ユーゴ」として知られる）を生み出した。1960年代初頭、ユーゴスラビアの経済は繁栄し、外部から見て、ユーゴスラビアの人々はソ連やワルシャワ条約機構の国々よりもはるかに自由であることが知れるところとなった。
チトーの指導の下、ユーゴスラビアの標語でありそして政治概念である「兄弟愛と統一」は、民族間の緊張緩和のために国家の要として導入された。「兄弟愛と統一」は、「ユーゴスラビア人」（南スラヴ人）は民族的に同質であり、外国による支配の下で単に宗教によって分けられていたに過ぎないものであるとする概念であった。ユーゴスラビアの人々は、ユーゴスラビア王国時代、そして第二次世界大戦下において、民族間の緊張によって分断されていた。ユーゴスラビア王国は、セルビア人主体の、セルビア人の王家の下での国家であった。王国時代、クロアチア人やボシュニャク人（ムスリム人）の政治家らの中には、セルビア人による多数派を維持するために彼らをセルビア人に同化しようとするものだとして、セルビア人主体の国家運営に反発していた。彼らは時としてセルビア人たちに対して暴力的な反発を見せ、国王アレクサンダル1世の暗殺へとつながった。第二次世界大戦では、ユーゴスラビアはナチス・ドイツ、イタリア王国、その他の枢軸国によるユーゴスラビア侵攻によって破壊された。ナチスとイタリアのファシストらはウスタシャが支配するクロアチア独立国をつくり、クロアチア独立国はセルビア人を大規模に虐殺した。また、アルバニア人のファシストは、イタリア軍の支援の下、当時イタリアの保護国となっていたアルバニアやコソボで兵員を集め、セルビア領のコソボの奪取と当地のセルビア人追放を試みた。これに対して、セルビア人の王党派はクロアチア人やボシュニャク人、アルバニア人に対して、セルビア人が受けた損害に対する復讐を求めて虐殺などを行った。これらの民族間の緊張を解消するため、終戦の後、チトーが推進した「兄弟愛と統一」では、いかなる民族も、ひとつの民族だけでユーゴスラビアの中で支配的な立場を築くことができない体制を目指した。また、「兄弟愛と統一」のもうひとつの側面はより現実的なもので、これによって、特定民族の立場からの不満の訴えに対して、これを受け入れたり交渉することを共産主義政権は拒絶した。特定民族の立場からの不満の訴えに対しては、投獄や処刑で応じることが一般的であった。
1960年代初期の問題は、経済的に矛盾のない「政治的な」生産体制の確立と、共産主義政権の内部に生じた一層の地方分権化を求める勢力の拡大であった。これらの勢力は、アレクサンダル・ランコヴィッチ（Aleksandar Ranković）周辺の勢力と対峙した。1966年、分権派の勢力（スロベニアのエドヴァルト・カルデリ（Edvard Kardelj）、クロアチアのヴラディミル・バコリッチ（Vladimir Bakarić）、セルビアのペタル・スタンボリッチ（Petar Stambolić）などがその中心）はチトーの支持を取り付けた。クロアチアのブリユニで行われた党会合で、ランコヴィッチは、入念に準備された非難の訴状と、ランコヴィッチが権力奪取のために結社を組織したとのチトーによる批判に直面した。ランコヴィッチは全ての党の役職を退くことを余儀なくされ、ランコヴィッチの支持者らも党から追放された。
1971年、「クロアチアの春」として知られる大規模なクロアチア人による抗議行動が起こった。抗議行動では、ユーゴスラビアの権力構造をセルビア人が独占しようとしているとして政府を非難した。クロアチアの出身であるチトーは、これに対して硬軟両面の対処を取った。抗議行動に参加して民族主義を訴えた多数のクロアチア人を逮捕する一方で、同種の危機の再発を避けるための改革をはじめる政策を打ち出した。ユーゴスラビア国外に逃れていたウスタシャの同調者らはユーゴスラビアでテロやゲリラを通じて分離主義を煽ろうと試みたが、この試みは失敗に終わり、むしろ支持母体であったユーゴスラビアのカトリック教徒たちの反発を招いた。
1974年、新しい連邦憲法が批准され、連邦を構成する共和国に対してより強大な権限を認めた。1971年の「クロアチアの春」騒動の目的は基本的に達成された。新しい憲法の条項のひとつでは、憲法によって制約をつけられてはいるものの、それぞれの構成共和国が、連邦からの独立を宣言する権利を認めていた。また、新しい憲法ではセルビアの領内に、構成共和国とほぼ同等の権限を持つコソボ自治州とヴォイヴォディナ自治州を設け、事実上セルビアを分断した。コソボではアルバニア人が多数派となっており、またヴォイヴォディナではセルビア人が多数ではあったもののマジャル人をはじめとする多くの少数民族が混在している。この1974年の改革は概ね、それぞれの共和国、とくにクロアチアの要求や、セルビア領内のアルバニア人やヴォイヴォディナの少数民族たちの要求に応じるものであった。しかし、1974年の憲法はセルビア人からの強い反発を招いた。セルビア人の共産主義者らは改革に反発し、セルビア人たちはこの改革に対して大きく不信感を持った。多くのセルビア人たちは、この改革を、クロアチア人やアルバニア人の民族主義者への譲歩と受け取った。セルビア領内の少数民族地域には構成共和国と同等の地位を持った自治州が設置された一方で、クロアチアやボスニア・ヘルツェゴビナのセルビア人地域には同種の自治州は設置されることはなく、また連邦政府がマケドニア人やモンテネグロ人をセルビア人とは異なる民族として認めたことに対してもセルビア人の民族主義者らは強い不快感を持った。セルビア人の民族主義者らは、マケドニア人やモンテネグロ人が本当に存在していることを示せるような、彼らをセルビア人と区別する民族的・文化的な要因はないと主張した。

### チトーの死後と連邦の解体

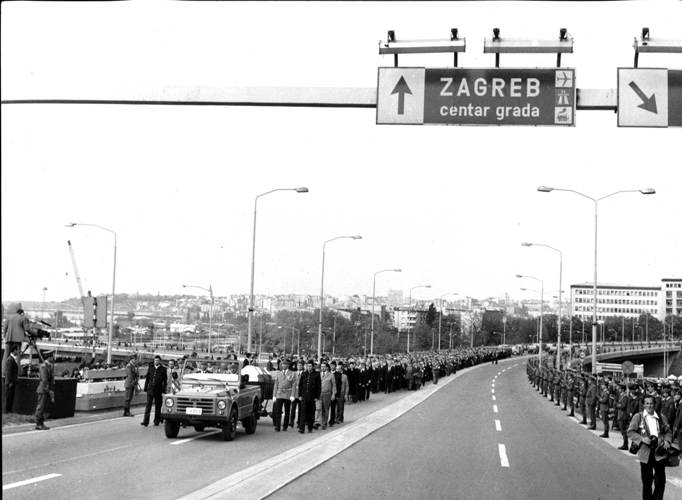
チトーの国葬パレード

1980年5月4日、チトーは没し、その死は公営放送によってユーゴスラビア全土に伝えられた。チトーの体調が次第に悪化していたことは以前より知られていたものの、その死はユーゴスラビアにとって衝撃的であった。チトーは第二次世界大戦における反ファシズム闘争の英雄とみなされており、戦後のユーゴスラビアの指導的な人物でありユーゴスラビアの象徴であった。チトーを失ったことでユーゴスラビアは一変し、多くの人々がその死を悲しんで泣いた。スプリトのサッカー競技場では、セルビア人とクロアチア人によるサッカーの試合が行われていたが、チトーの死が伝えられると皆、動きを止めて、賛歌「同志チトー、われらはあなたの道を離れないことを誓う(Druže tito Mi Ti Se Kunemo)」を歌った。
チトーの葬儀はユーゴスラビアの国を挙げて行われ、その棺はベオグラードに埋葬される前に鉄道によってユーゴスラビア各地を回り、多数の人々が国内を巡回するチトーの棺を見に集まった。棺を見に訪れた人々や、葬儀の参加者の中には、共産主義者同盟に動員された者も含まれているが、大多数は動員とは無関係に、自発的にチトーの死を悲しんで訪れた人々であった。
チトーの死後、1980年代のユーゴスラビアでは、それぞれの構成共和国や自治州の共産主義指導者による集団指導体制がとられた。
チトーが死去したとき、ユーゴスラビア連邦政府の首班であったのは大統領のヴェセリン・ジュラノヴィッチ（Veselin Đuranović、1977年より在任）であった。ジュラノヴィッチは、外国からの債務の増大によるユーゴスラビアの国家予算の削減をめぐって、各共和国の指導者たちと対立していた。ジュラノヴィッチはチトーが国家の威信のために拒絶していた通貨の切り下げについて議論した。
チトー後の1980年代のユーゴスラビアは、債務の額の増大に直面していたが、ユーゴスラビアとアメリカや、アメリカ主導の「ユーゴスラビアの友邦たち」との良好な関係によって、1983年と1984年にユーゴスラビアは債権放棄を受けることができた。しかし、その後も1990年代に連邦が解体されるまでの間、経済問題は続いた。
ユーゴスラビアは1984年、サラエヴォで行われた1984年冬季オリンピックの開催国となった。ユーゴスラビアにとってこの大会は、多民族が結束してひとつのチームを組む、チトーの目指した「兄弟愛と統一」の理想が維持されていることを内外に示すものとなった。そして、ユーゴスラビアはソ連による1980年モスクワオリンピックに次いで、オリンピックを開催した2国目の共産主義国となった。その上、モスクワオリンピックでは西側諸国はボイコットしたものの、サラエボオリンピックでは西側諸国も参加している。
1980年代後半に入ると、ユーゴスラビア政府は共産主義の道から離れ、首相アンテ・マルコヴィッチ（Ante Marković）の主導のもと、市場経済を目指すようになる。マルコヴィッチは「ショック療法」戦略と称し、ユーゴスラビア経済の民営化を進めた。マルコヴィッチは、連邦を自由経済化、民主化へと移行させるもっとも有能な政治家として人気を得た。しかしながら、ユーゴスラビアが解体を始めた1990年代、マルコヴィッチの政策は未完のまま終わった。

### ユーゴスラビア社会主義連邦共和国の解体

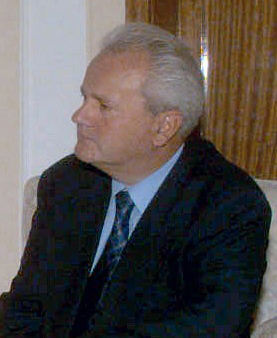
セルビアのスロボダン・ミロシェヴィッチ大統領。セルビア人の統一とコソボの自治権廃止を強烈に推し進め、民族間の緊張を高める結果となった。

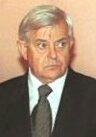
スロベニアのミラン・クーチャン大統領。コソボの自治権維持のために尽くし、ミロシェヴィッチと対決する姿勢をとった。コソボのアルバニア人に対する迫害に衝撃を受けたのもその理由のひとつであったが、その姿勢をとることによってスロベニア国内の共産主義者からの支援を得ることも大きな目的であった。クチャンは1991年、スロベニアを独立に導いた。

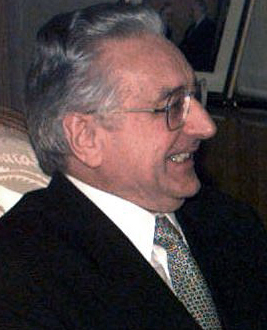
クロアチアのフラニョ・トゥジマン大統領。セルビアとの統一を望んだクロアチア国内のセルビア人による自治要求を拒んだ。それによって、クロアチアの独立に際してクロアチア国内でクロアチア人とセルビア人の間での暴力的衝突に発展した。

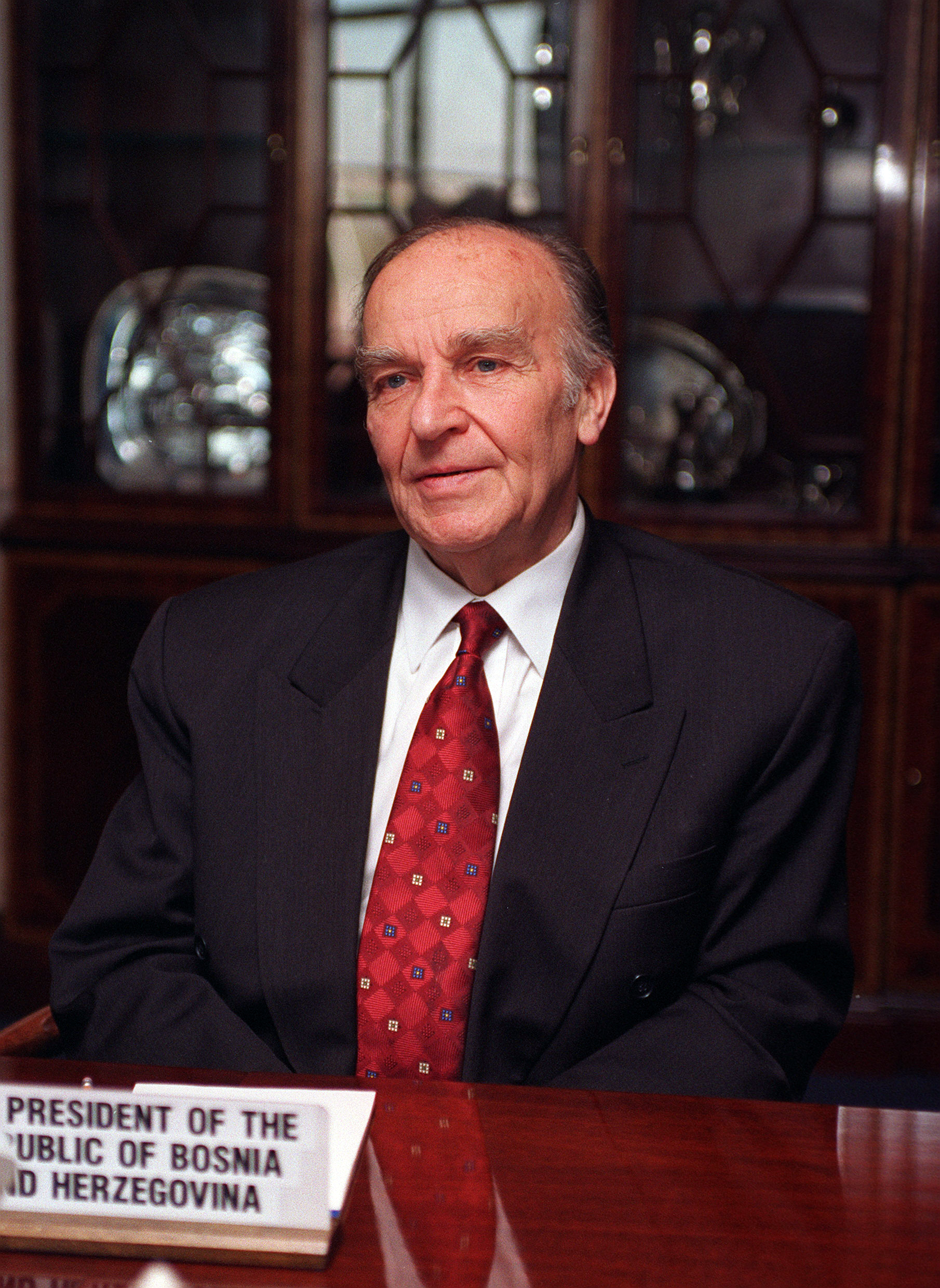
ボスニア・ヘルツェゴビナのアリヤ・イゼトベゴヴィッチ大統領。ボスニア・ヘルツェゴビナの独立を後押しし、ボスニアが大セルビアの一部となることを認めないと主張した。ボスニア・ヘルツェゴビナの独立は、ユーゴスラビアへの残留を求めるセルビア人の意に反するものであり、ボスニア・ヘルツェゴビナ紛争へと発展した。

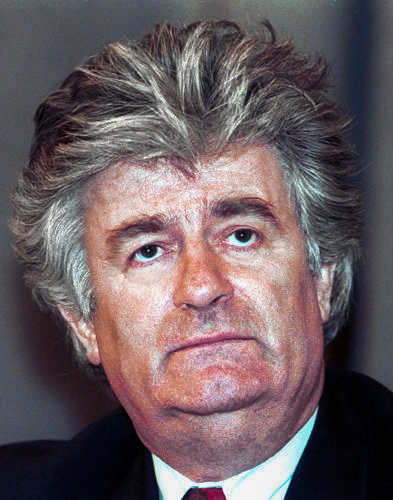
ボスニア・ヘルツェゴビナのセルビア人共和国（スルプスカ共和国）のラドヴァン・カラジッチ大統領。セルビア人の住む土地がユーゴスラビアから切り離されるのを阻止する攻撃的な政策を採り続けた。ボスニアのセルビア人武装勢力は、ボスニア・ヘルツェゴビナ紛争においてジェノサイドをはじめとする数多くの蛮行を働き、カラジッチはそれを指示・支援したとされている。

#### 1980年-1989年
チトーの死後、民族主義は再びユーゴスラビアで勢力を増した。特に、コソボにおいてアルバニア人とセルビア人の間で緊張が高まった。これに、コソボの経済問題が加わり、セルビア人たちはセルビア政府に対して、1974年のコソボの自治権付与を撤回するよう求めた。一方で、1980年代、コソボのアルバニア人たちは、1974年憲法によって与えられた自治州としての地位から、セルビアなどと完全に対等でユーゴスラビア連邦からの離脱権も持った共和国の地位に格上げすることを求めていた。セルビア人にとって、コソボがセルビアの一部でなく連邦の構成共和国となることは、セルビアのコソボにおける歴史的・民族的・文化的なつながりを奪われることになる。もしコソボが連邦からも離脱することになれば、その喪失感はより一層大きいものになる。1987年、セルビアの共産主義指導者であるスロボダン・ミロシェヴィッチは、アルバニア人主導のコソボ州政府に対するコソボのセルビア人の抗議運動を沈静化するためにコソボに送られた。ミロシェヴィッチはかつては強固な共産主義の守護者であり、あらゆる民族主義は裏切り行為であるとして非難していた。ユーゴスラビアはクロアチア人等に牛耳られており、セルビア人は抑圧されていると主張する「セルビア科学芸術アカデミーの覚書」に対してもミロシェヴィッチはこれを非難し、「暗黒の民族主義以外の何物でもない」と切り捨てた。しかし、コソボの自治権は、セルビアでは常に不快なものとして嫌われ続けており、ミロシェヴィッチはこの状況を利用して支持を集めるため、それまでの伝統的な共産主義者としてのコソボ問題に関する中立性を放棄した。ミロシェヴィッチはセルビア人たちに対して、「アルバニア人によるセルビア人への迫害は止められるべし」と約束した。ミロシェヴィッチは、セルビアやユーゴスラビアの伝統的な共産主義の指導者たちを非難し、コソボおよびヴォイヴォディナの自治権縮小を求めた。これらの動きによってミロシェヴィッチはセルビア人の間で大きな人気を獲得し、ミロシェヴィッチはセルビアの指導者の地位を獲得した。ミロシェヴィッチとその同調者たちは、ユーゴスラビアの枠内で奪われたセルビアの力を取り戻すとして攻撃的な民族主義政策をとり、セルビアとセルビア人を守ることを約束した。1988年の集会で、ミロシェヴィッチはユーゴスラビアの中でセルビアの置かれた立場について、自身の見解を明確に語った。
また別のとき、ミロシェヴィッチは個人的に次のように語った。
セルビアとモンテネグロで発生した「反官憲革命」と呼ばれる一連の反乱によって、セルビアおよびヴォイヴォディナ、コソボ、モンテネグロにおけるミロシェヴィッチの同調者たちがそれぞれ権力の座についた。ミラン・クーチャン率いるスロベニアは、このミロシェヴィッチの一派による「反官憲革命」に強く反発し、1988年にこの「革命」を非難するメディア・キャンペーンを展開した。スロベニアの国営新聞はミロシェヴィッチをイタリアのファシスト独裁者ベニート・ムッソリーニと比較する記事を掲載した。ミロシェヴィッチは、これらの批判には根拠がなく、「セルビアに対する恐怖を煽るものだ」として非難した。ミロシェヴィッチの支配下となったセルビアの国営メディアは、クチャンがスロベニアとコソボの分離主義を扇動しているとする主張によって、スロベニア側の動きに応じた。

#### 1989年
1989年2月、コソボ代表のアルバニア人アゼム・ヴラシ（Azem Vllasi）が排除され、ミロシェヴィッチの同調者に取って代わられた。コソボのアルバニア人らはヴラシの地位を回復することを求めて抗議行動をし、ヴラシはこの抗議行動を支持した。これに対してミロシェヴィッチとその支持者らは、セルビアやユーゴスラビアに対する反動革命であるとし、ユーゴスラビア政府に対して抗議行動をするアルバニア人を武力で制圧するよう求めた。ミロシェヴィッチのもくろみどおりに、ベオグラードのユーゴスラビア議会の外では、ミロシェヴィッチを支持するセルビア人らによる抗議行動が行われた。この抗議行動は、ユーゴスラビア軍がコソボに入り、セルビア人を保護しアルバニア人の抗議行動を鎮圧することを求めるものであった。2月27日、ユーゴスラビア大統領評議会のスロベニア代表ミラン・クーチャンは、セルビア人らの要求に反対してベオグラードを去り、ヴラシの地位を復することを求めたアルバニア人の抗議運動を公然と支持した。1995年に放送された英国放送協会（BBC）のドキュメンタリー「ユーゴスラビアの死」によると、1989年、セルビアとその両自治州、そしてモンテネグロでのミロシェヴィッチによる「反官憲革命」の成功にクチャンは懸念を持ち、コソボでの動きを食い止められなければ、クチャンの率いる小国がミロシェヴィッチ支持者による次の標的となるだろうと指摘した。セルビアの国営放送はクチャンを分離主義者、裏切り者、コソボ分離主義の支持者であるとして非難した。
ベオグラードでは、コソボへの介入を求めるセルビア人による抗議行動が続いた。ミロシェヴィッチは、大統領評議会のセルビア代表ペタル・グラチャニン（en:Petar Gračanin）に対して、コソボ問題について議論をしている間、抗議運動を途切れさせないよう命じた。これによって、コソボのアルバニア人の運動を鎮圧するよう求めるミロシェヴィッチの側に多くの支持があることを印象づけ、他の評議会のメンバーたちに同意圧力をかけることを狙っていた。セルビア議会の議長でミロシェヴィッチの強力な盟友であったボリサヴ・ヨヴィッチ（Borisav Jović）は、ユーゴスラビア大統領評議会の議長であるボスニア・ヘルツェゴビナ代表のライフ・ディズダレヴィッチ（Raif Dizdarević）に会い、ユーゴスラビア連邦政府がセルビア側の要求に従うよう求めた。ディズダレヴィッチはヨヴィッチとの話し合いの中で、「あなたたち（セルビア人の政治家）がデモを組織し、あなたがたがこれをコントロールしている。」と指摘した。ヨヴィッチは抗議行動への関与を否定した。ディズダレヴィッチは抗議運動の参加者たちとの対話を通じて事態を自ら沈静化するよう試みた。ユーゴスラビアの統一を訴え、ディズダレヴィッチは次のように演説した:
この声明によって、ディズダレヴィッチは大きな賞賛を受けたものの、セルビア人による抗議運動はなおも続いた。ヨヴィッチはセルビア人の抗議者らに対して情熱的に呼びかけ、ミロシェヴィッチが抗議運動の支援に訪れると告げた。ミロシェヴィッチが到着すると、抗議者らに対して賞賛の意を持って呼びかけ、セルビアの人々が旧来の官憲に対して勝利を収めつつあると述べた。群集の中からは、「ヴラシを逮捕しろ！」との叫び声があがった。ミロシェヴィッチはその声をはっきりと聞こえなかったかのように振舞ったが、群集らに対して、ユーゴスラビアの統一を阻害するいかなる者も逮捕され、処罰を受けると述べた。翌日、党評議会はセルビアの要求を受け入れ、ユーゴスラビア軍はコソボに送られ、ヴラシは逮捕された。
ヴラシの逮捕に続いて、ミロシェヴィッチを支持してヴラシを引きずりおろす動きに加わったコソボのセルビア人たちは、「真実の集会」（en）のためにスロベニアに向かい、クチャンをユーゴスラビアに対する裏切り者として非難し、その退陣を迫るとした。セルビア人の抗議者たちは鉄道でスロベニアに向かったが、クロアチアが国境の移動を封鎖し、抗議者たちがスロベニアに向かうのを阻んだ。

#### 1990年
セルビア人の抗議者がスロベニアに向かうのをクロアチアが阻止したことによって、1990年の共産主義者同盟の会合では政治的危機に直面した。ミロシェヴィッチ支配下のセルビアはセルビア人の権利を強く主張し、共産主義者同盟の会合における党員1人1票の制度を求めた。数の上で多数を占めるセルビア人は、1人1票制度によって大きな力を得ることになる。スロベニアとクロアチアはこの動きに反対したものの、セルビアとモンテネグロの代表者らは、スロベニアによる改革案すべてに反対票を投じることでスロベニアに圧力をかけ、新しい投票方式を認めるよう迫った。スロベニアとクロアチアの代表者らはこれを拒否し、共産主義者同盟を去ることを宣言した。その後、共産主義者同盟は崩壊し、ユーゴスラビアの全ての構成国で複数政党制が導入された。
1990年以降、ユーゴスラビアのそれぞれの構成共和国で複数政党制による選挙が行われ、共産主義の諸政党は選挙での勝利を収めることができず、政権の座を降りた。代わってほとんどの共和国では民族主義に基づいた勢力が政権を掌握した。各共和国の新しい政府は、ユーゴスラビア内外の自民族を守ることを約束した。クロアチアでは、民族主義者のフラニョ・トゥジマンが政権を握り、クロアチアをミロシェヴィッチから守ると約束した。トゥジマンはその著書によって多くの批判のある民族主義者である。トゥジマンの著書の中では、第二次世界大戦においてウスタシャに殺害されたユダヤ人やセルビア人の死者の数を他の説よりも少なくしていた。
クロアチアに住むセルビア人たちはトゥジマンによる民族主義者の政府を嫌い、1990年にクニンにてクライナと称する分離主義的な地域政府を組織した。クライナの政府は、クロアチアがユーゴスラビアから分かれるならばクライナはクロアチアから分離してセルビアとともにユーゴスラビアに留まることを求めていた。セルビア政府は、クロアチアのセルビア人による分離主義運動を支持し、セルビア人にとってトゥジマン政権はファシストのクロアチア独立国に等しいと主張した。クロアチア独立国は、第二次世界大戦中にファシストのウスタシャによって支配され、多くのセルビア人を殺害したナチスの傀儡国家である。ミロシェヴィッチは、トゥジマンをクロアチア独立国に関連づける論法を、クロアチア政府に反発するセルビア人の運動を支援する上で用い、セルビアの新聞は、2百万のセルビア人たちが、いかにクロアチアと戦うために備えができているかを書き始めた。クニンのセルビア人たちは、トゥジマンが支配するクロアチア政府に対する反乱を成功させるために、現地の警察官ミラン・マルティッチ（Milan Martić）の指導に従って、武器の入手ルートの確保を試みた。クニン市長をはじめとするクロアチアのセルビア人政治家らは1990年8月、ユーゴスラビア議会の議長となったボリサヴ・ヨヴィッチに会い、クロアチアのユーゴスラビアからの分離阻止のための行動を連邦議会にとらせるよう求めた。彼らは、トゥジマンの民族主義政権下でセルビア人が危険にさらされると主張した。会合では、軍の指揮官であるペタル・グラチャニンはクロアチアのセルビア人政治家らに対して、分離運動を組織し、バリケードを築き、あらゆる武器を結集する術を伝え、「もし他の武器を集められないのならば、猟銃を使うように」と伝えた。クロアチアのセルビア人による蜂起は「丸太革命」と呼ばれた。これは、彼らが木を切り出して道路を封鎖し、クロアチア人たちがクニンに入るのを阻止し、クロアチア沿岸部（ダルマチア地方）との交通路を遮断したことによる。BBCのドキュメンタリー「ユーゴスラビアの死」では、このときクロアチアのテレビ局は「丸太革命」を「酔いどれのセルビア人が、深刻な問題を矮小化させようとしている」として非難した。しかし、封鎖によってクロアチアの観光業は大きく損害を受けた。クロアチア政府はセルビア人の分離主義者との交渉を拒否し、武力をもってこの動きを鎮圧すると決定した。クロアチアは、反乱の鎮圧のために、武装した特殊部隊をヘリコプターで送った。しかし、彼らがクニンに装備を持ち込もうとしたところ、ユーゴスラビア空軍が妨害に現れ、ヘリコプターの進入を阻むために戦闘機が来て、基地に戻らなければ撃墜すると警告したと、ヘリコプターのパイロットたちは述べた。クロアチア人たちはザグレブの基地に戻ることを余儀なくされた。クロアチア政府から見れば、ユーゴスラビア空軍によるこの動きは、ユーゴスラビア政府がセルビア人による反乱を支援していることを明らかにしたものであった。
1990年12月、スロベニアで住民投票が行われ、住民の大多数はスロベニアの独立を支持した。セルビアは、いかなる保障もユーゴスラビア中央銀行の許可もないまま、18億ドル相当の紙幣を印刷した。これによって、ユーゴスラビア解体の初期段階が始まった。

#### 1991年
1991年初頭、クニンでの危機とともに、ボスニア・ヘルツェゴビナ、クロアチア、マケドニア、スロベニアで選挙によって独立寄りの政府が誕生した。スロベニアは住民投票に従っての独立を求めた。クロアチアでは戦闘が発生していた。また、クロアチアの独立路線も明確化してきた。ユーゴスラビアは切迫した崩壊の危機に直面していた。ヨヴィッチは緊急議会を召集し、この中でヨヴィッチとユーゴスラビア軍の参謀総長ヴェリコ・カディイェヴィッチは共同で、国家を破壊する企てが進行中であるとして、次のように述べた:
この声明は、独立を志向する各共和国の政府は西側諸国の手先であり、排除されなければならないということを意味している。クロアチア代表のスティエパン・メシッチはこれに怒って反発し、ヨヴィッチとカディイェヴィッチは大セルビアを実現するために軍の力を使おうとしているとし、「それは戦争だ」と非難したヨヴィッチとカディイェヴィッチは各共和国の代表者らに戒厳令に賛成するよう求め、戒厳令なしではユーゴスラビアは崩壊するだろうとした。この会合では、クロアチアでの危機を終わらせるために、セルビア人を守るための軍事行動をとることを認めさせるための、戒厳令の実施の可否を問うた。採決では、ボスニア代表のセルビア人の反対によって否決された。ボスニア代表は、武力によらない平和的解決の可能性はまだ残されているとして、戒厳令に反対した。評議会はその後まもなく閉会された。ヨヴィッチが大統領評議会議長としての任期を終えるとヨヴィッチは、次の議長となったクロアチア人のスティエパン・メシッチを妨害し、代わりにミロシェヴィッチに近しいモンテネグロ政府のブランコ・コスティッチ（Branko Kostić）を議長の座にすえた。
1991年5月、クロアチアの独立を問う住民投票が実施された。クロアチア人の多数はユーゴスラビアからの独立を支持する一方、クロアチアに住むセルビア人たちは投票をボイコットした。スロベニアとクロアチアの両国はともに1991年6月25日に独立を宣言した。スロベニアでの衝突は短期間に終わり、ユーゴスラビア連邦はスロベニアの独立を認めた。しかしクロアチアでは、クロアチアに住むセルビア人たちが住民投票をボイコットし連邦に留まることを望んだため、連邦政府は独立を認めなかった。このため、クロアチアとユーゴスラビア連邦の間での戦争が始まった。また、ユーゴスラビア連邦を復旧する交渉は欧州共同体の加盟国とピーター・カリントン（Lord Peter Carington）による議論の間に失敗に終わった。カリントンの計画では、ユーゴスラビアは解体段階にあるものとして、連邦を構成する共和国の独立を他の共和国は認め、代わりにミロシェヴィッチ政権に対してはセルビア国外のセルビア人の保護は欧州諸国が保障するとした。しかしミロシェヴィッチはこの計画に同意せず、欧州共同体はユーゴスラビアを解体する権利を持たず、またこの計画はセルビア人たちをセルビア、モンテネグロ、ボスニア・ヘルツェゴビナ、クロアチアの4国に分断するものであり、セルビア人の利益に反するものとして反対した。カリントンは、この計画を全ての構成共和国で住民投票にかけることを提案して応じた。モミル・ブラトヴィッチ（Momir Bulatović）政権下のモンテネグロもはじめはこの計画に同意していた。しかし、セルビアのミロシェヴィッチからの圧力によって、モンテネグロはその立場を変化させ、ユーゴスラビア解体を進めるこの計画に反対した。
ユーゴスラビア分解における異民族嫌悪と民族間の緊張はクロアチアの独立戦争で明確化した。クロアチアとセルビアの双方によるプロパガンダはそれぞれお互いに対する恐怖を与え、彼らが自分たちの中で支持を得るために我々の民族を弾圧し、彼らの死者数を誇張していると宣伝した。戦争初期の数ヶ月の間、セルビア人に支配されたユーゴスラビア陸軍や海軍は、UNESCOの世界遺産に登録されているクロアチアのドゥブロヴニクの町や周辺の村々を包囲した。セルビア側のプロパガンダとして、ユーゴスラビアのメディアは、ドゥブロヴニクの町に「ウスタシャ」の軍や国際テロリストがいることを攻撃の理由として宣伝した。国連の調査では、そのような戦力はドゥブロヴニクにはいないことが明らかにされた。クロアチア軍の戦力は後に増加していった。当時ミロシェヴィッチと盟友関係にあったモンテネグロの首相ミロ・ジュカノヴィッチ（Milo Đukanović）はモンテネグロの民族主義に訴え、ドゥブロヴニクの制圧によって、モンテネグロの領土をドゥブロヴニクへと拡大できると喧伝した。モンテネグロの民族主義者らは、ドゥブロヴニクは歴史的にモンテネグロに属すると主張していた。そして、現在のモンテネグロの国境は古く無教養なボリシェヴィキの地図製作者によって引かれたものであるとした。同時に、セルビアの政府は、その盟友であるモンテネグロの政府のこのような言説を否定した。セルビアの首相ドラグティン・ゼレノヴィッチ（Dragutin Zelenović）は、ドゥブロヴニクは歴史的にセルビアであり、モンテネグロではないとした。各国のメディアはドゥブロヴニクへの爆撃に強い関心を寄せ、ミロシェヴィッチがユーゴスラビア解体の中で大セルビア建設を目指している証拠として報じた。これらの報道では、ミロシェヴィッチはモンテネグロにおける自派の盟友であるブラとヴィッチとセルビア民族主義者らの支援の下、ドゥブロヴニクの奪取のためのモンテネグロの支援を取り付けようとしているとされた。
ヴコヴァルでは、クロアチア人とセルビア人の民族間の緊張は、ユーゴスラビア軍が町に入ったときに暴力に発展した。ユーゴスラビア軍とセルビア人の準軍事組織は市街戦によって町を制圧し、クロアチア人の資産を破壊した。セルビア人の武装勢力はクロアチア人たちに対して蛮行を働き、200人以上を殺害し、その他のクロアチア人たちはヴコヴァルからの脱出を強いられた。これは後にヴコヴァルの虐殺として知られる事件である。このヴコヴァルで行われた蛮行に対して、クロアチア人たちはセルビア人に対する蛮行で応じ、ゴスピチ虐殺と呼ばれた。クロアチア人、セルビア人双方による相手民族に対する蛮行はこの後数年にわたって続くことになる。
1991年から1992年にかけて、多民族が暮らすボスニア・ヘルツェゴビナでも民族間の緊張が高まった。ボスニア・ヘルツェゴビナ議会は多数派のボシュニャク人（ムスリム人）と少数派のセルビア人、クロアチア人の党派によって分断された。1991年、セルビア人の党派で最大の勢力となったセルビア民主党の指導者で過激な民族主義者のラドヴァン・カラジッチは、ボスニア・ヘルツェゴビナのボシュニャク人の大統領に対して、ボスニア・ヘルツェゴビナのユーゴスラビアからの分離は、同国と同国に住むボシュニャク人にとって破局的なものとなるとして直接警告し、次のように述べた:
1991年、セルビアのミロシェヴィッチ大統領とクロアチアのトゥジマン大統領が、ボスニア・ヘルツェゴビナをセルビア人とクロアチア人の支配地に分割することでボスニア・ヘルツェゴビナでの戦争を回避しようと秘密裏に交渉をしていた。トゥジマンは、ボスニア・ヘルツェゴビナやクロアチアのクロアチア人たちから、ミロシェヴィッチと交渉したことを非難された。

#### 1992年
1992年1月、クロアチアとユーゴスラビアは国連の監視の下での休戦に合意した。ボスニア・ヘルツェゴビナの分割をめぐるセルビア人とクロアチア人の交渉は続けられた。公に対しては、セルビアの親体制派のメディアは、ボスニア・ヘルツェゴビナが民主的な政治に基づいて、新しいユーゴスラビアの枠内での新たな有志連合に加わるであろうと報じた。しかし、ボスニア・ヘルツェゴビナではこれは真剣に受け取られることはなかった。1992年は、ユーゴスラビア社会主義連邦共和国の命運を決定的にした最後の一撃の年であった。この年、セルビア、モンテネグロとともに最後まで連邦に留まっていたボスニア・ヘルツェゴビナの政府が、独立を問う住民投票を実施し、同国のセルビア人たちは投票をボイコットしたものの、ボスニア・ヘルツェゴビナ政府はユーゴスラビアからの分離独立を一方的に宣言した。ボスニア・ヘルツェゴビナがユーゴスラビアから独立した後、セルビアとモンテネグロは新しいユーゴスラビア国家である「ユーゴスラビア連邦共和国」を結成することを決め、ユーゴスラビア社会主義連邦共和国はその歴史に幕を下ろした。新しいユーゴスラビア連邦共和国はセルビア共和国とモンテネグロ共和国のみから成り、複数政党制による民主国家とされた。これによって、社会主義体制の古いユーゴスラビアは最終的に消滅した。
新たに成立したユーゴスラビア連邦共和国は、自らをユーゴスラビア社会主義連邦共和国（旧ユーゴスラビア）の継承国と称したが、国際的には認められず、国際連合における旧ユーゴスラビアの代表権を引き継ぐこともできなかった。その後、ユーゴスラビア連邦共和国はミロシェヴィッチ政権崩壊とともにユーゴスラビア社会主義連邦共和国の継承国であるとの主張を取り下げ、国際連合に改めて新規加盟国として加わることを申請し、2000年11月に受理された。
多くの西側諸国は、ミロシェヴィッチの支配下にある新しいユーゴスラビア連邦共和国を、ユーゴスラビア社会主義連邦共和国の正当な継承国家ではないと見ており、ユーゴスラビア連邦共和国はむしろ、ミロシェヴィッチの志向した大セルビア主義の実現でしかなく、その証にミロシェヴィッチはセルビア大統領の地位にありながら1997年までユーゴスラビアを実質的に支配し、クロアチアやボスニア・ヘルツェゴビナにおけるセルビア人の民族自決権を訴え、これらの国々のセルビア人たちがユーゴスラビアに留まる権利を主張しながら、同時にミロシェヴィッチはセルビア領コソボ・メトヒヤ自治州のアルバニア人の民族自決権を認めず、その独立主張を無効としていた。西側諸国ではユーゴスラビア紛争等においてユーゴスラビア連邦共和国とセルビアは同一視され、ユーゴスラビア連邦共和国軍を「セルビア軍」と呼ぶ事も多かった。ユーゴスラビア社会主義連邦共和国の解体後の地域における対立民族間の戦争は1990年代を通して旧ユーゴスラビア地域各地で発生し続け、その中で最後の紛争はマケドニア共和国の政府と同国で少数派のアルバニア人の民族主義者によるマケドニア紛争であり、2001年に戦闘が終結した。

## 憲法

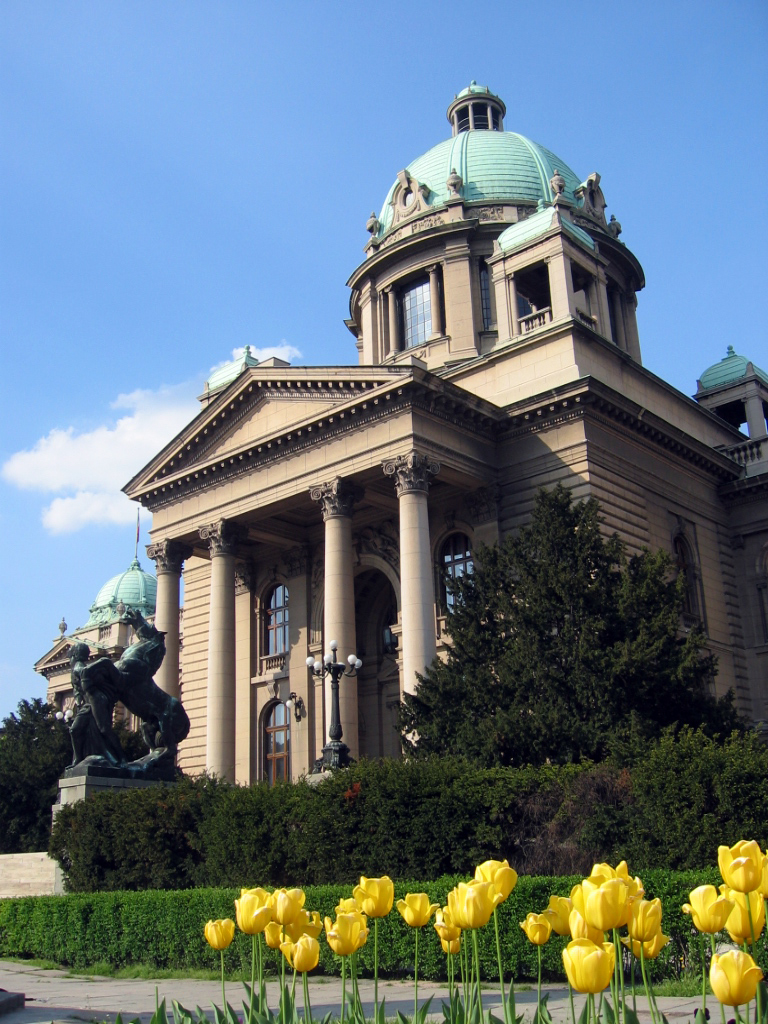
旧・ユーゴスラビア連邦議会庁舎

ユーゴスラビアの国家像を定めるのはユーゴスラビア社会主義連邦共和国憲法であり、1946年の憲法制定以来、1953年、1963年、1974年に改正された。
ユーゴスラビア共産主義者同盟は1945年に行われた最初の選挙に勝利し、連邦が存続する間、権力の座に留まった。ユーゴスラビア共産主義者同盟は、ユーゴスラビアを構成する各共和国の共産主義者政党によって構成されている。ユーゴスラビア共産主義者同盟はその政治的立場を党会合で決定する。党会合はそれぞれの構成共和国の共産主義者の代表によって構成され、それぞれの代表による投票によって党の政策を変更する。最後の会合は1990年であった。
ユーゴスラビアの議会は連邦議会と呼ばれ、その庁舎は現在ではセルビア共和国の議会となっている。連邦議会の議員は全て共産主義者によって構成されている。
長らくユーゴスラビア国家の最高指導者の地位にあったのは、ヨシップ・ブロズ・チトーであったが、その他にも、特にチトーの死後は重要な政治家たちが居た。1953年に大統領に就任したチトーは、1974年には終身大統領とされた。1980年にチトーが死去した後、単一の大統領職は廃止され、大統領評議会による集団指導体制へと移行した。大統領評議会は連邦の各構成体の代表者から成り、それぞれ各共和国の国益を代表していた。大統領評議会によって連邦全体の政治目標が定められた。大統領評議会議長は、各国の評議会議員による持ち回り制であった。大統領評議会の議長はユーゴスラビア連邦の国家元首とみなされた。大統領評議会は1991年のユーゴスラビア解体によって廃止された。
1974年、ユーゴスラビア憲法は大幅に変更された。その変更の中には、それぞれの共和国に連邦からの離脱の権利を認めたものや、セルビアを事実上分割し、ヴォイヴォディナとコソボの両自治州に、ひとつの共和国とほぼ同等の権利を認めたものも含まれている。ただし、自治州は共和国とほぼ同等の権利をもつものの、連邦からの離脱権は認められていなかった。

## 外交
チトーの指導の下、ユーゴスラビアは冷戦において中立を維持した。ユーゴスラビアは東西両陣営に属さない発展途上国（非同盟諸国）との親密な関係を築いたほか、アメリカや西側諸国とも良好な関係を作った。スターリンはチトーを裏切り者とみなし、公然とチトーを批判した。1968年、ソ連によるチェコスロバキア占領（チェコ事件）の後、チトーはユーゴスラビアとワルシャワ条約機構の国々との国境の防衛線を増強した。
1967年1月1日、ユーゴスラビアは、共産主義国として初めて全ての外国人にビザなしでの入境を認めた。
同じ年、チトーは中東戦争の平和的解決を推進した。チトーの計画はアラブ諸国にイスラエル承認を求め、代わりにイスラエルは占領地を手放すよう求めた。アラブ諸国はこの和平案を拒絶した。その中立的な立場から第一次国際連合緊急軍にも参加した。
1967年、チトーはチェコスロバキアの指導者アレクサンデル・ドゥプチェクに対して、このときチェコスロバキアを占領していたソ連を鎮めるために自らプラハに赴く用意があることを伝えた。
ユーゴスラビアはエンヴェル・ホッジャが率いるアルバニア社会主義人民共和国とは複雑な関係にあった。初期の頃、ユーゴスラビアとアルバニアの関係は前向きであり、アルバニアはユーゴスラビアと共通の市場に加わり、高等学校の生徒たちにセルビア・クロアチア語を教えることを義務付けた。このとき、バルカン連邦構築計画についてアルバニアとユーゴスラビア、ブルガリアの間で議論されていた。アルバニアはこのとき、自国の脆弱なインフラを整備するために、ユーゴスラビアからの経済援助に重度に依存していた。ユーゴスラビアとアルバニアとの間で摩擦が生じたのは、アルバニアが、自国産の天然資源の対価としてユーゴスラビアから受ける支払いの額が少なすぎると主張し始めたときであった。アルバニア人が多数派を占めるユーゴスラビア領のコソボに関しては、ユーゴスラビアとアルバニアの双方が民族主義者たちの対立の沈静化に努めた。アルバニアのホッジャは、民族主義心情は、国際的な友好関係を希求する共産主義者の理想に反するものとした。しかし、アルバニアの一般世論ではコソボのアルバニア人への強い支持があり、1980年代、ホッジャは時に、ユーゴスラビア政府に反抗するコソボのアルバニア人を支持する旨の扇情的な演説をすることもあった。

## 軍事
ユーゴスラビア社会主義連邦共和国の戦力は、ユーゴスラビア人民軍（JNA）、領土防衛軍（TO）、民間防衛（CZ）、ミリツィア（警察機関）からなり、戦時には戦力を大幅に拡大することができる。（全人民防衛も参照）

### ユーゴスラビア人民軍
ユーゴスラビア王国と同様に、社会主義のユーゴスラビアでも強力な軍事力を保持した。実際に、チトー統治下のユーゴスラビアではソ連、イギリス、フランスについでヨーロッパで4番目に大きな戦力を持っていた。
ユーゴスラビア人民軍（JNA）はユーゴスラビアの軍事力の中核となる組織であった。ユーゴスラビア人民軍は陸軍、海軍、空軍からなる。ほとんどの軍事装備や部品は（ライセンス生産を含めて）ユーゴスラビア国内で製造されていた。
常備軍は、第二次世界大戦中のパルチザンによって構成されている。ユーゴスラビアにはまた強力な軍需産業があり、クウェート、イラク、ミャンマーなどの国々に武器を輸出していた。ザスタヴァなどのユーゴスラビアの企業はソ連が設計した兵器をライセンス生産するとともに、自ら設計した武器も生産していた。ソコ（SOKO）製の航空機はユーゴスラビア紛争以前のユーゴスラビアで設計生産された兵器の一例である。
1991年から1992年のユーゴスラビアの解体に伴って、軍は民族ごとに分裂し、末期のユーゴスラビア人民軍はほとんどがセルビア人とモンテネグロ人によって占められるようになった。

### 領土防衛
ユーゴスラビア人民軍のほかに、それぞれの構成共和国は独自の領土防衛軍（セルビア・クロアチア語:Teritorijalna obrana、スロベニア語:Teritorialna obramba、マケドニア語:Територијална одбрана、略称:TO）を保持した。領土防衛軍は、全人民防衛（セルビア・クロアチア語:Opštenarodna odbrana、スロベニア語:Splošna ljudska obramba、マケドニア語:Општонародна одбрана、略称ONO）と呼ばれる新しい戦闘教義の枠組みによって設置され、各共和国の防衛を担っていた。これは、チェコスロバキアのプラハの春にソビエト連邦をはじめとするワルシャワ条約機構諸国が軍事介入したチェコ事件の結果を受けて、防衛力の強化のために導入された。全人民防衛は、連邦にあるそれぞれの共和国、自治州、自治体ごとに組織された。

## 文化
1990年代の崩壊前のユーゴスラビアは多文化主義に基づいた社会を形成していた。それは「兄弟愛と統一」の概念や、ユーゴスラビア人民をよみがえらせたパルチザンによるファシストや民族主義者に対する勝利の記憶によるものであった。ユーゴスラビアでは、第二次世界大戦におけるユーゴスラビアの歴史は、単にユーゴスラビアのパルチザンたちによるファシストに対する勝利であるのみならず、多民族社会のユーゴスラビアを害する「悪」の民族主義者、クロアチア人のウスタシャやセルビア人のチェトニックに対する、「正義」であるユーゴスラビアの人民の勝利であるとされた。ユーゴスラビアは自国民に対し、自国を非同盟諸国の指導者と位置づけ、ユーゴスラビアが、正しく、友好的な、マルクス主義の世界を作るためにあるとしていた。
そうした建国経緯を持つユーゴスラビアの文化は、表現の自由をある程度認めるチトーの方針も相まって非常に多彩なものであった。ユーゴスラビアは社会主義国でありながら西側諸国の文化の流入を制限せず、むしろ積極的に自国文化に取り入れていった。ただし、1980年のチトーの死去まで民族主義やそれを少しでも連想させる表現のものは徹底的に取り締まっていた為、1990年代まで民族主義的な表現は避けられていた。

### 文学
ユーゴスラビアで著名な作家としては、ノーベル文学賞を受賞したイヴォ・アンドリッチや、ミロスラヴ・クルレジャ（Miroslav Krleža）、メシャ・セリモヴィッチ（Meša Selimović）、ブランコ・チョピッチ（Branko Ćopić）、マク・ディズダル（Mak Dizdar）などの名が挙がる。
また、ストルガ詩の夕べ（Struga Poetry Evenings）と呼ばれる詩のフェスティバルが開催されている。

### 芸術
ユーゴスラビアの芸術は、社会主義リアリズム以外の表現方法を許さなかったソ連や東欧諸国とは対照的に比較的自由な表現が目立ち、シュルレアリスム等の現代美術や抽象芸術にも寛容であった。著名な画家にはジョルジェ・アンドレイヴィッチ（Đorđe Andrejević Kun）、ペタル・ルバルダ（Petar Lubarda）、メルサド・ベルベル（Mersad Berber）、ミリッチ・オド・マチュヴェ（Milić od Mačve）などがいる。彫刻家では、アメリカのニューヨークにある国際連合本部ビルの前にあるモニュメントを製作したアントゥン・アウグスティンチッチ（Antun Augustinčić）やベオグラードにある銅像『ポベドニク（Pobednik）』を製作したイヴァン・メシュトロヴィッチ（Ivan Meštrović）、ナイアガラ・フォールズ州立公園にあるニコラ・テスラの像を製作したフラノ・クルシニッチ（Frano Kršinić）、後述する戦争記念碑の数々をデザイン・製作したドゥシャン・ジャモニャなどが知られる。
また、前衛芸術の分野では『リズム0』等の非常に過激なパフォーマンスアートを披露したマリーナ・アブラモヴィッチが著名である。

### 音楽

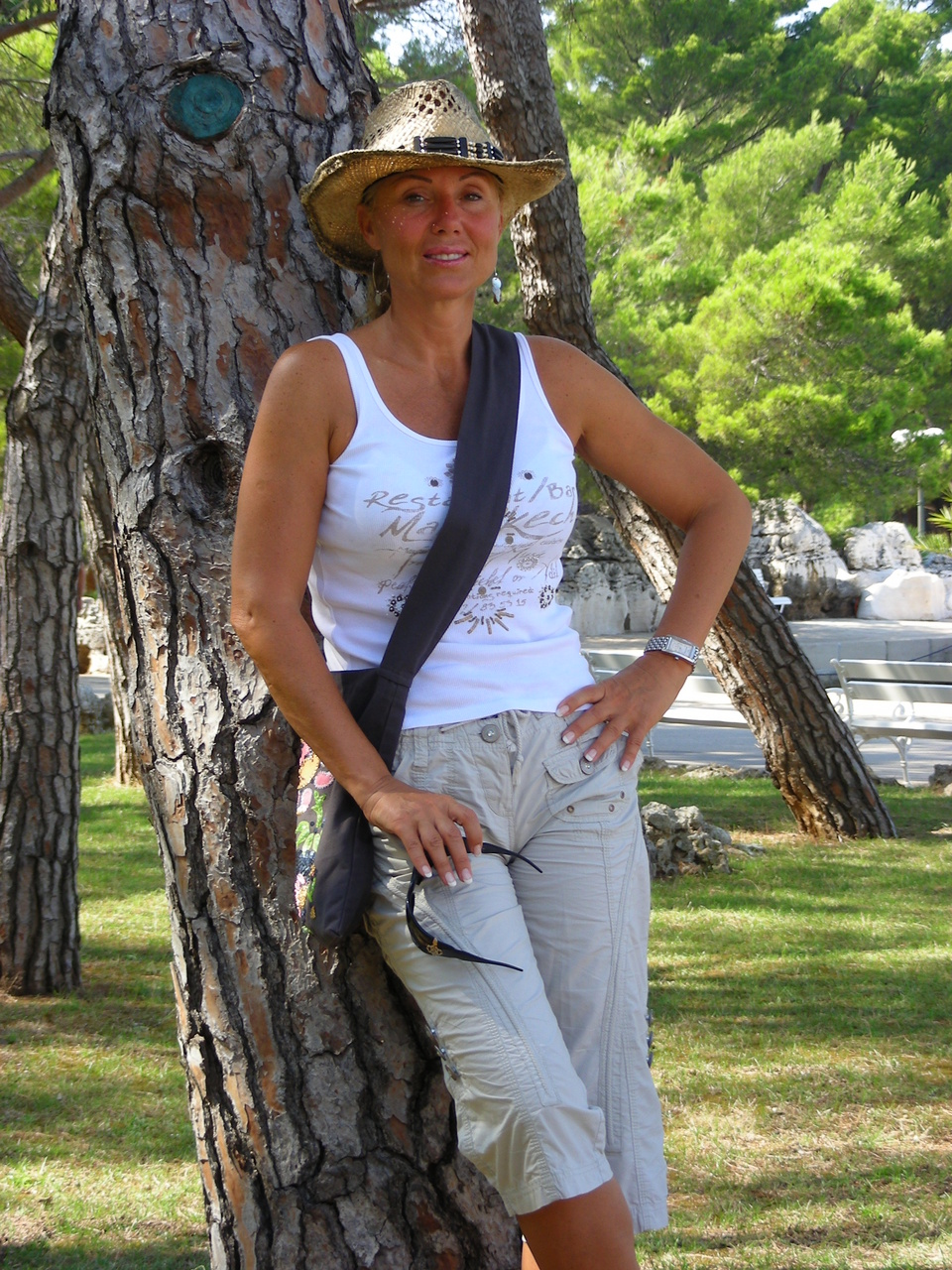
ユーゴスラビアで最も有名な歌手として名高いレパ・ブレナ

ピアニストのイーヴォ・ポゴレリチとヴァイオリニストのステファン・ミレンコヴィッチ（Stefan Milenković）は国際的に知られたクラシック音楽の演奏家であり、ヤコヴ・ゴトヴァツは作曲家、指揮者である。ボバン・マルコヴィッチ（Boban Marković）はジャズ音楽家として名声が高い。伝統音楽で名声のあるアーティストにはタネツ（Tanec）合唱団や、ロマ音楽のエスマ・レジェポヴァ（Esma Redžepova）などがいる。
ユーゴスラビアは伝統音楽だけでなくニュー・ウェイヴ等のポピュラー音楽も盛んであり、ユーゴスラビアのニュー・ウェイヴ（Yugoslav New Wave）が広く流行し、国内の音楽市場を席巻した。1970年代より当地の伝統音楽にUKロックやポップ・ミュージックなどの要素を融合させた商業的民俗音楽が高い人気を誇るようになり、国内最大のレコードレーベルであるユーゴトン（後のクロアチア・レコーズ）も積極的にニュー・ウェイヴブームを後押しした。とりわけ高い人気を集めたのがレパ・ブレナであり、セルビア民謡の要素を兼ね備えたポップな音色と高い歌唱力、並びに魅力的な外見によりユーゴスラビアの音楽シーンを代表するアーティストとして注目を集めた。民俗音楽の要素を融合させたポップ・バンドではクラパの要素を特徴とするジャヴォリ（Đavoli）等が挙げられる。
ロックのジャンルではビイェロ・ドゥグメ（Bijelo Dugme）やエレクトリチュニ・オルガザム（Električni Orgazam）、プルリャヴォ・カザリシュテ（Prljavo Kazalište）、エアロドロム（Aerodrom）、フィルム（Film）などが著名であり、いずれも1970年代〜1980年代に人気を集めた。1980年代初頭には外国製の電子部品の輸入規制の緩和などからシンセサイザーが流入し始め、ノヴィ・フォシリ（Novi Fosili）、ユラ・ストゥブリッチ（Jura Stublić）、ネキ・ト・ヴォレ・ヴルーチェ（Neki To Vole Vruće）などのシンセポップアーティストや、マックス&イントロ（Max & Intro）、ヴィデオセクス（Videosex）、ディノ・ドヴォルニク（Dino Dvornik）などの先鋭的なエレクトロ・ポップやエレクトロニック・ボディ・ミュージックアーティストが現れ、電子楽器によって更に多彩な音楽文化が形成された。
いずれのアーティスト・バンドも西側諸国の音楽に引けを取らない高度なサウンドクオリティを持っており、その一部は音楽ジャンルの規制が厳しい他の東欧諸国にも流入し、国外でも人気を博した。こうしたアーティストたちは後のユーゴスラビア紛争で軒並み活動の場を失ってしまうが、戦時下でも活動を続けたアーティストはいくつか存在し、彼らはその後の『ターボ・フォーク』と呼ばれるジャンルを築く橋渡し役としてユーゴスラビア崩壊後の各国での音楽市場の再形成に深く寄与した。こうしてユーゴスラビア時代のアーティスト達は現在でも特定の民族を超えて多くの人気を得ている。
また、ユーゴスラビアは社会主義国で唯一ユーロビジョン・ソング・コンテストに参加し続けた国であり、1961年から参加していた古参であった。ダニイェル・ポポヴィッチ（Daniel Popović）が1983年大会で、ノヴィ・フォシリが1987年大会でそれぞれ4位を獲得するなど上位にランクインすることも多く、1989年大会ではリヴァの『ロック・ミー（Rock Me）』が社会主義国唯一の優勝を果たす快挙を成し遂げ、晴れて1990年大会の主催国となった。
ユーゴスラビア崩壊時の1990年代には、ポップ・ミュージックに民族主義を煽る露骨な歌詞を盛り込んだ攻撃的な楽曲が増え、ロドリュブ・ロキ・ヴロヴィッチ（Rodoljub Roki Vulović）やバヤ・マリ・クニンジャ（Baja Mali Knindža）、ボラ・ジョルジェヴィッチ（Bora Đorđević）、ミンジュシャリ（Minđušari）、マルコ・ペルコヴィッチ（Marko Perković、別名M. P. トンプソン）のように民族間の対立を強く煽る楽曲を作るアーティストが現れ始めた。彼らはユーゴスラビア紛争の戦場でそうした楽曲を演奏するなどして兵士達の戦意高揚に深く寄与した（有名な曲にリムーブ・ケバブがある）。
流行音楽のフェスティバルとしてはスプリト・フェスティバル（Split Festival）やドゥブロヴニク夏祭り（Dubrovačke ljetne igre）などがある。

### 映画
ユーゴスラヴィアの映画には、ダニロ・バタ・ストイコヴィッチ（Danilo Bata Stojković）、リュバ・タディッチ（Ljuba Tadić）、ファビヤン・ショヴァゴヴィッチ（Fabijan Šovagović）、ムスタファ・ナダレヴィッチ（Mustafa Nadarević）、バタ・ジヴコヴィッチ（Bata Živojinović）、ボリス・ドヴォルニク（Boris Dvornik）、リュバ・サマルジッチ（Ljubiša Samardžić）、ドラガン・ニコリッチ（Dragan Nikolić）、ミレナ・ドラヴィッチ（Milena Dravić）、ネダ・アルネリッチ（Neda Arnerić）、ラデ・シェルバジヤ（Rade Šerbedžija）、ミラ・フルラン（Mira Furlan）、エナ・ベゴヴィッチ（Ena Begović）などの俳優が登場した。映画監督にはエミール・クストリッツァ、ドゥシャン・マカヴェイェヴ、ゴラン・マルコヴィッチ（Goran Marković）、ロルダン・ザフラノヴィッチ（Lordan Zafranović）、ゴラン・パスカリェヴィッチ（Goran Paskaljević）、ジヴォイン・パヴロヴィッチ（Živojin Pavlović）、ハイルディン・クルヴァヴァツ（Hajrudin Krvavac）などがいる。ユーゴスラビアの映画では外国の著名な俳優も起用し、アカデミー外国語映画賞にノミネートされた『ネレトバの戦い』ではオーソン・ウェルズやユル・ブリンナーを、『風雪の太陽』（Sutjeska）ではリチャード・バートンを起用した。また、多くの外国の映画がユーゴスラビア国内で撮影された。ハリソン・フォード、ロバート・ショウ、フランコ・ネロなどが演じた『ナバロンの嵐』や、ジャッキー・チェンが演じた『サンダーアーム/龍兄虎弟』、アラン・アーキン、ジョアンナ・パクラ、ルトガー・ハウアーの演じた『脱走戦線 ソビボーからの脱出』（Escape from Sobibor）は、ユーゴスラビア国内で撮影された。
ユーゴスラビアで開催される映画祭には、プーラ円形闘技場内で行われるプーラ映画祭（Pula Film Festival）などがある。

### 建築
ユーゴスラビアの建築は国や地域、年代によって体系が大きく異なっており、1940年代の社会主義リアリズム、1950年代〜1970年代のモダニズムとブルータリズム、1970年代〜1990年代のポストモダニズムに大きく分けられる。ユーゴスラビアの都市部では主にモダニズムやブルータリズムといった現代的な建築方式が多く目立っており、この傾向はノヴィ・ベオグラードやスコピエ地震後のスコピエ復興計画（日本人の丹下健三による設計）といった計画都市で顕著である。
中でも特筆してモダニズムの影響が強く見られるのが、1950年代から国家プロジェクトとしてユーゴスラビア各地に建設された第二次世界大戦の記念碑群「スポメニック」である。これらは戦争記念施設としては極めて奇抜で独創的な形状をしているものが多いことで知られ、現在でも諸外国から研究の対象となっているほど人々の関心を寄せる存在となっている。
こうしたモダニズム運動は一部の都市において、第二次世界大戦で損壊したロココ建築やアール・ヌーヴォーといった伝統的な建築物の保護を手薄にし、過度に単調な街並みの中での生活を住民に強いる形となり、観光客からの評判を低下させ、住民の人心の荒廃を招くなどのネガティブな面をもたらした。このため他の社会主義国の都市改造事業（チャウシマなど）とさほど変わりないと評価されることもある。地方分権が進んだ1970年代にはそうした不満が批判的地域主義という形で表面化し、各構成国の伝統建築の要素を取り入れたポストモダン建築が見られるようになり、ベオグラードのゲネクス・タワー（Genex Tower）やスコピエ中央郵便局などの傑作と呼べる建築物を生み出した。しかし、現在でもセルビアを中心に老朽化したモダニズム・ブルータリズム建築物の存在が深刻な問題となっている。

著名な建築家ではボグダン・ボグダノヴィッチ（Bogdan Bogdanović）やスヴェトラーナ・カナ・ラデヴィッチ（Svetlana Kana Radević）などが知られる。

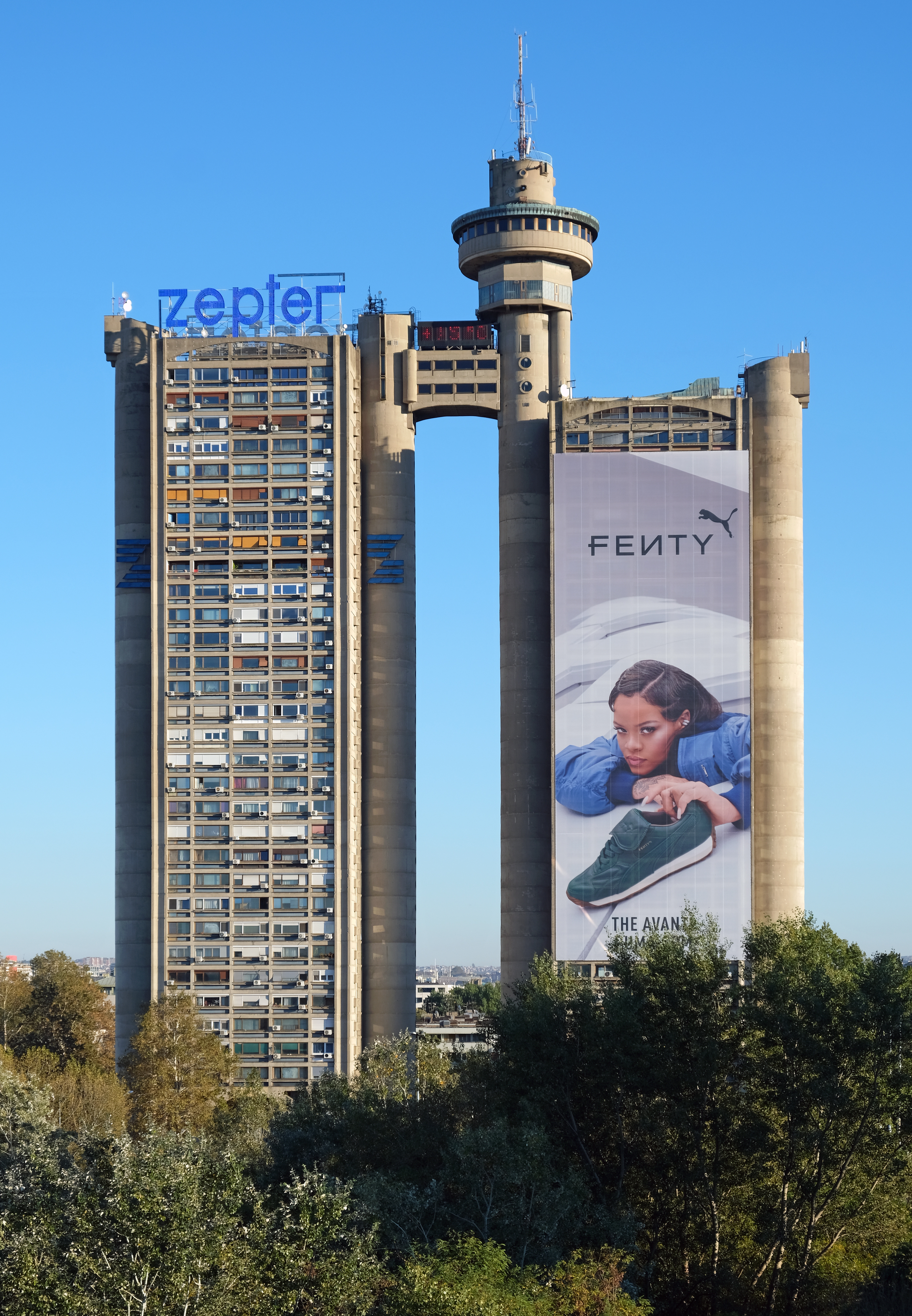
ベオグラードのゲネクス・タワー（1979年完成）
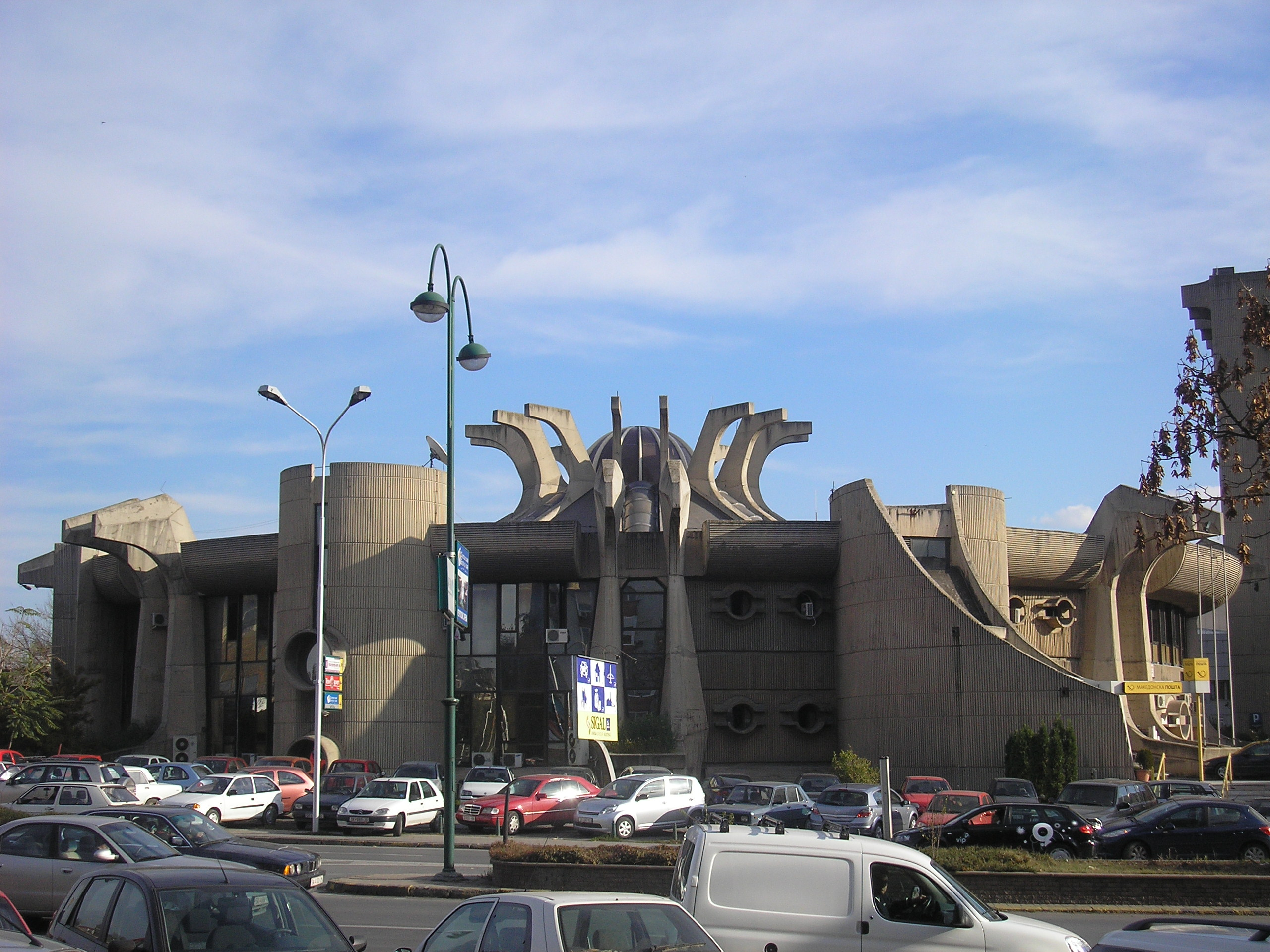
スコピエの中央郵便局（1982年完成、2013年火災で半焼[49]）
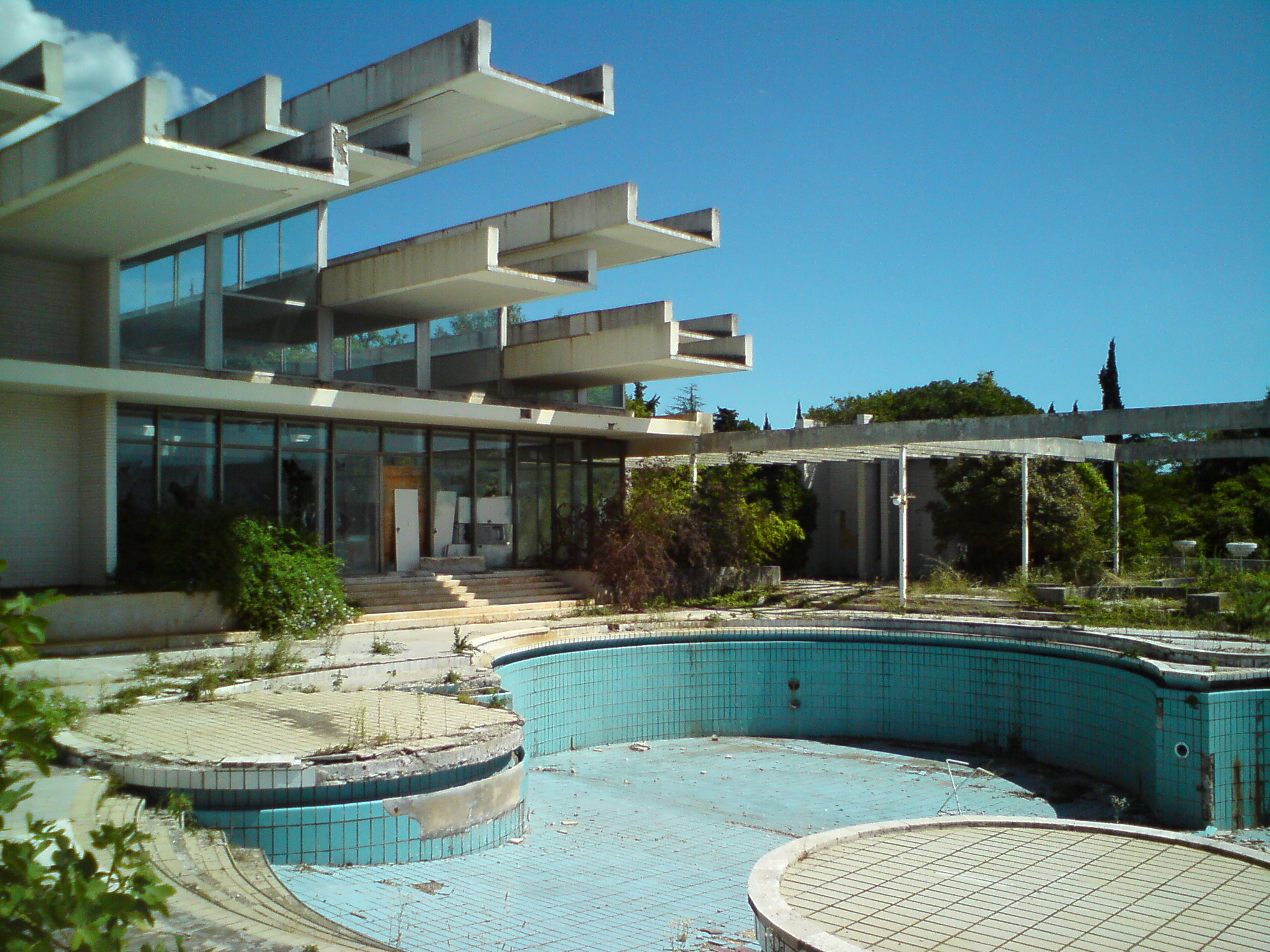
クルク島のハルドヴォ・パレス・ホテル（1972年完成、2001年閉鎖）
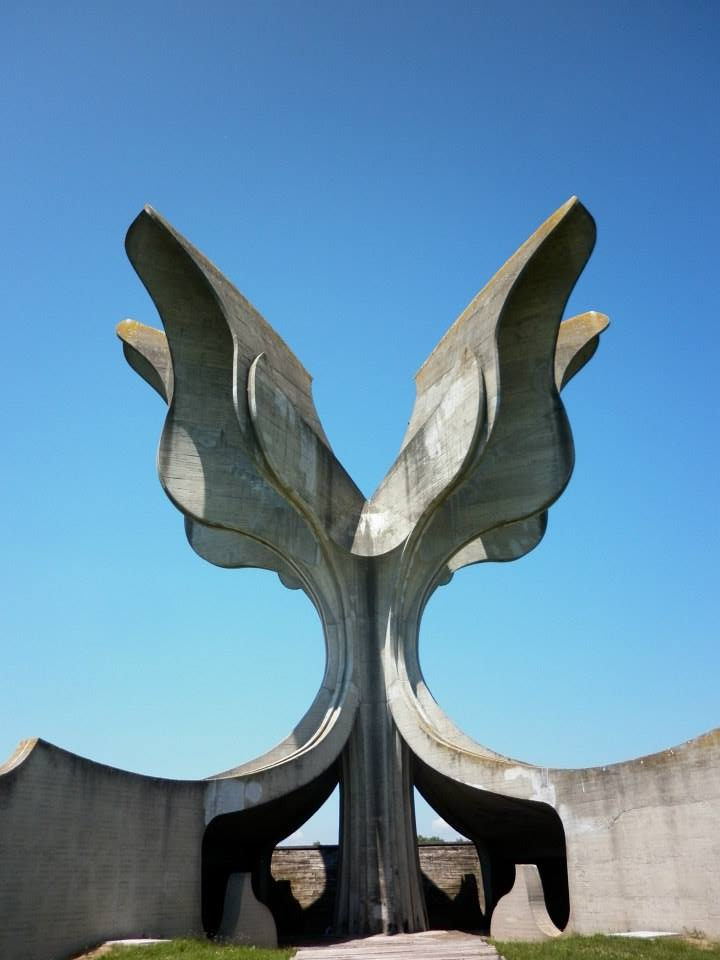
ヤセノヴァツのスポメニック「石の花」（1966年完成）
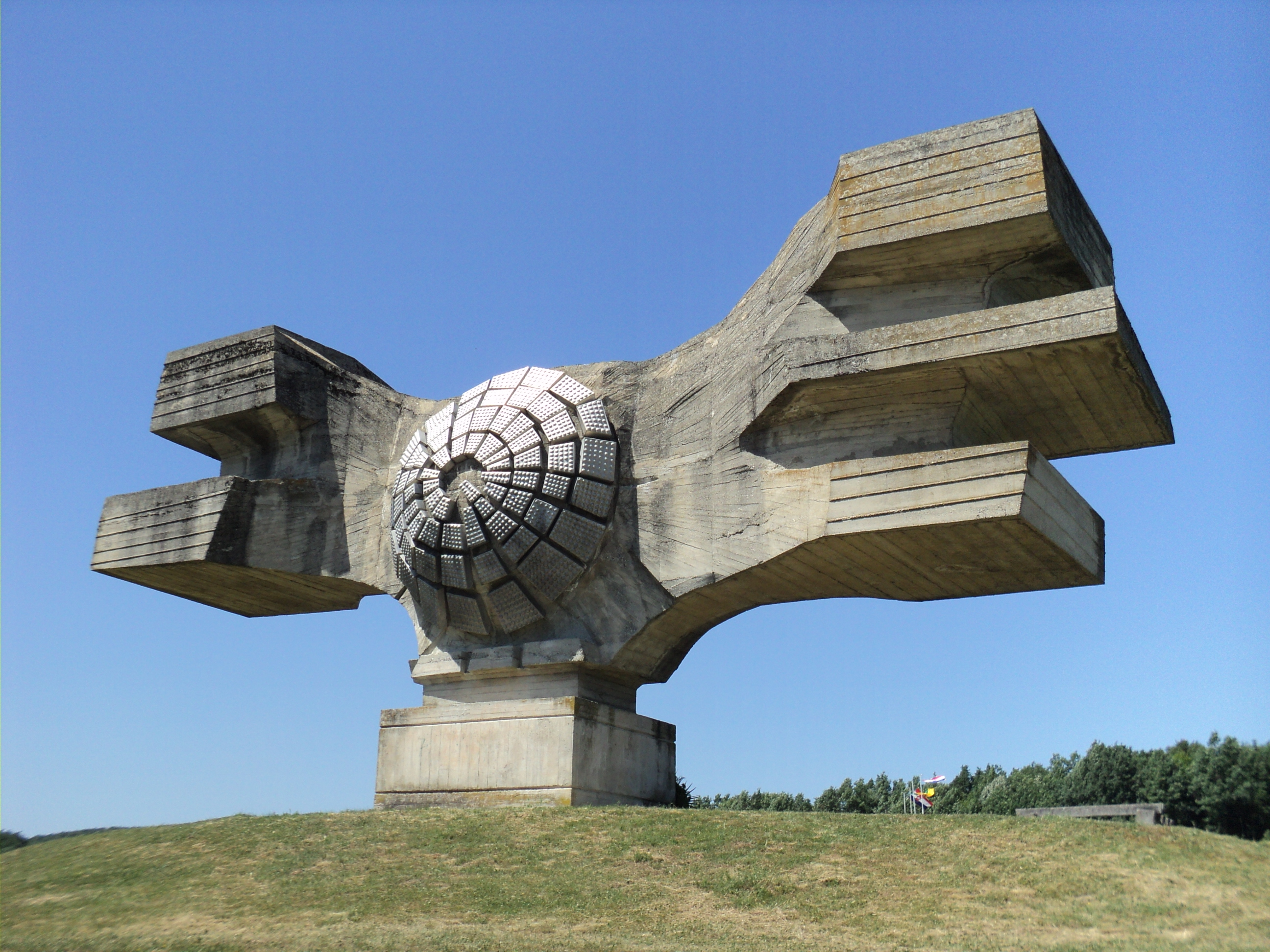
ポドガリッチ (Podgarić) のスポメニック「モスラヴィナ人民革命記念碑」（1967年完成）
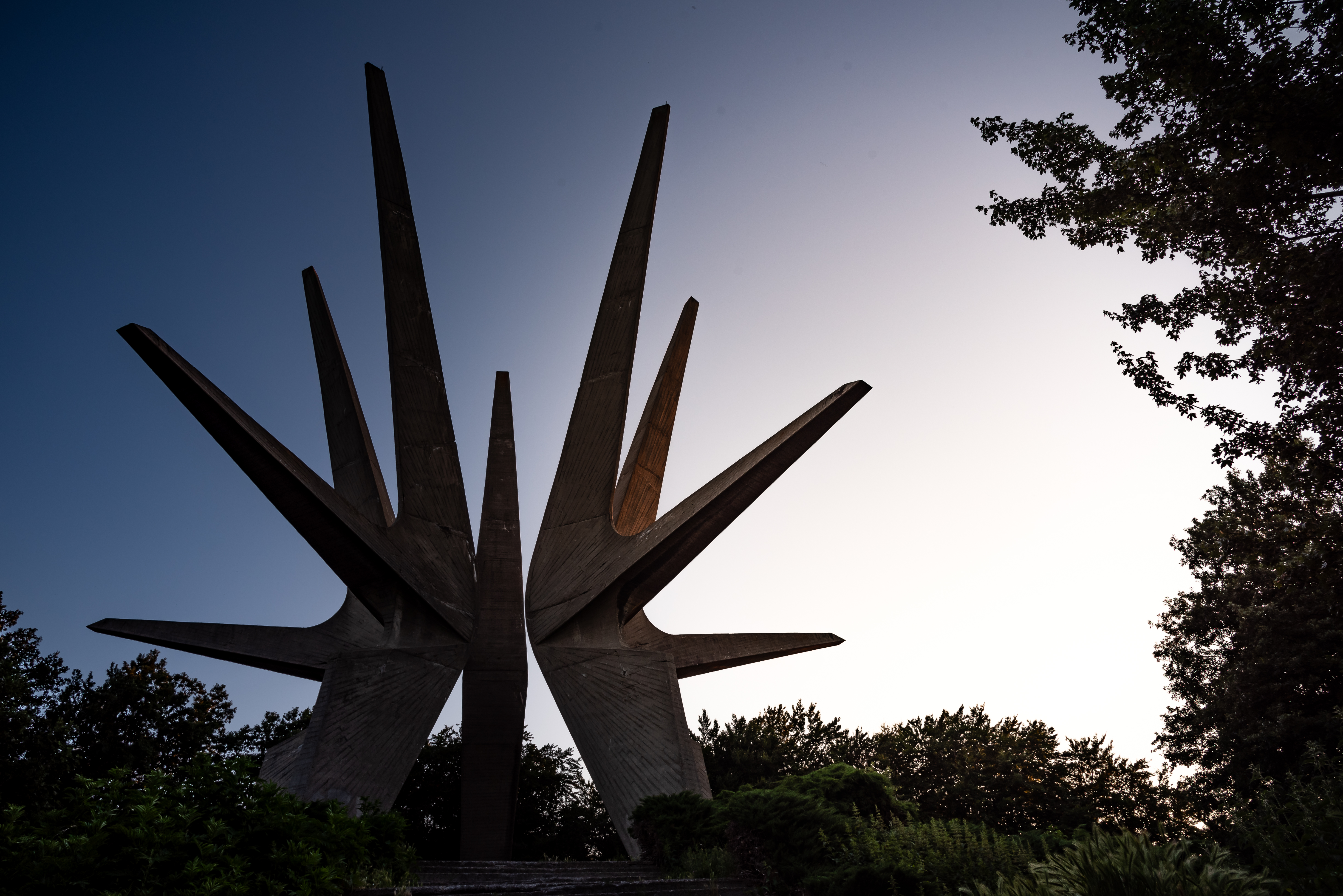
コスマイ山 (Kosmaj)のスポメニック「コスマイ・パルチザン記念碑」（1971年完成）

## スポーツ
ユーゴスラビア社会主義連邦共和国には、多くの強いスポーツ社会があった。サッカー、バスケットボールや、1984年サラエボオリンピックで行われたウィンタースポーツなどに人々は熱中した。

### サッカー
サッカーの分野では、ユーゴスラビア代表は1960年と1968年にUEFA欧州選手権で準優勝となったほか、年齢別の大会ではUEFA U-21欧州選手権の1978年大会、1987 FIFAワールドユース選手権での優勝経験もあるサッカー強国であった。1980年代後半には、イビチャ・オシム監督の下、ドラガン・ストイコビッチ、デヤン・サビチェビッチ、ロベルト・プロシネチキ、ズボニミール・ボバン、スレチコ・カタネッツ、ダルコ・パンチェフを擁し、1990年イタリア大会では準々決勝でアルゼンチンを相手にPK戦に持ち込む健闘を見せた。
しかし、この時既にユーゴスラビアの民族・地域間の対立が先鋭化し、ユーゴスラビアの解体が始まっていた。1991年までに行われたUEFA欧州選手権1992の予選を通過したが、同年にはクロアチア、スロベニア、マケドニアが独立を宣言した。本大会を目前とした1992年の春にボスニア・ヘルツェゴビナが独立を宣言すると、オシム監督の故郷のサラエボも攻撃を受け、これに抗議してオシムは監督を辞任した。残されたセルビアとモンテネグロから成るユーゴスラビアに対して国際連合は経済制裁を決め、ユーゴスラビア代表は国際大会への参加を禁じられた。これによってユーゴスラビア代表は、欧州選手権を目前にしながら、一戦も戦うことなくその歴史に幕を下ろした。

### ハンドボール
ユーゴスラビアはハンドボールの強豪国でもあり、ハンドボールユーゴスラビア代表（Yugoslavia national handball team）は世界男子ハンドボール選手権で1986年に優勝したほか、1970年と1974年に第3位、1982年に第2位となる好成績を残している。

### 水球
水球でも顕著な成績を残しており、水球ユーゴスラビア男子代表（en）はオリンピックで3度の金メダル（1968年、1984年、1988年）、4度の銀メダル（1952年、1956年、1964年、1980年）を獲得し、世界水泳選手権では金メダル2つ（1986年、1991年）、銅メダル2つ（1973年、1975年）、FINAワールドカップでは金メダル2つ（1987年、1989年）、銀メダル2つ（1981年、1991年）、銅メダル1つ（1979年）、欧州選手権（European Water Polo Championship）でも1991年の金メダルをはじめ毎回メダルを獲得する常勝チームであった。

### モータースポーツ
モータースポーツでは、オートバイ競技であるFIMロードレース世界選手権のユーゴスラビアグランプリが1969年から1977年までオパティヤ・サーキットで、1978年から1990年までリエカ・サーキットで開催されていた。
しかし、四輪の自動車競技は1939年にベオグラードグランプリ（Belgrade Grand Prix）の開催経験があるにもかかわらず社会主義政権下では一度も開催されなかった。これには、自動車競技が「貴族による娯楽」としての一面が強かったことや、第二次世界大戦の枢軸国出身のメーカー・ドライバーが隆盛を誇っていたことからユーゴスラビア政府が自動車競技そのものを忌避していたという背景があった。

## 連邦の構成体
1944年、ユーゴスラビア連邦には6つの社会主義の共和国が設けられ、さらにセルビア共和国内に2つの自治州が置かれた。連邦の首都はベオグラードであった。同じ社会主義連邦のソビエト連邦との違いは各構成国の自治権の違い。ユーゴスラビアの方がソ連に比べて強い。連邦の構成体は以下の通りである:
| 国名                                                                       | 首都                                     | 国旗 | 国章 |
| -------------------------------------------------------------------------- | ---------------------------------------- | ---- | ---- |
| ボスニア・ヘルツェゴビナ社会主義共和国                                     | サラエヴォ                               |      |      |
| クロアチア社会主義共和国                                                   | ザグレブ                                 |      |      |
| マケドニア社会主義共和国                                                   | スコピエ                                 |      |      |
| モンテネグロ社会主義共和国                                                 | チトーグラード                           |      |      |
| セルビア社会主義共和国 コソボ社会主義自治州 ヴォイヴォディナ社会主義自治州 | ベオグラード プリシュティナ ノヴィ・サド |      |      |
| スロベニア社会主義共和国                                                   | リュブリャナ                             |      |      |
| 1.                                                                         |                                          |      |      |

## 人口
ユーゴスラビア社会主義連邦共和国は、主要民族（narodi）と少数民族（narodnosti）を区別して認識していた。主要民族にはスロベニア人、クロアチア人、セルビア人、マケドニア人、そしてモンテネグロ人とムスリム人があった。それ以外のマジャル人やアルバニア人などは少数民族とされた。
ユーゴスラビアを構成する6つの共和国それぞれに住む、主な民族は次の通りである:
- スロベニア - スロベニア人
- クロアチア - クロアチア人、セルビア人
- ボスニア・ヘルツェゴビナ - ムスリム人、セルビア人、クロアチア人
- セルビア - セルビア人、アルバニア人、マジャル人、ムスリム人
  - 中央セルビア - セルビア人、ムスリム人
  - コソボ - アルバニア人、セルビア人、トルコ人、ムスリム人、モンテネグロ人
  - ヴォイヴォディナ - セルビア人、マジャル人、スロバキア人、ルーマニア人、ルシン人、クロアチア人
- モンテネグロ - モンテネグロ人、ムスリム人、セルビア人、クロアチア人
- マケドニア - マケドニア人、アルバニア人

また、このほかに民族自認として「ユーゴスラビア人」があった。これは、自身をユーゴスラビア全体に属するものと位置づけたい者によって使われ、民族間の混血によって生まれた者や、その地方では少数民族となる者などが「ユーゴスラビア人」を自認した。

## 経済
ユーゴスラビアの経済システムは、はじめはソビエト連邦やその他の東側諸国と同様の指令型計画経済であったが、次第に差異が大きくなり、特に1948年のユーゴスラビアとソビエト連邦の決別後は大きく異なっている。企業は国家が保有するよりもむしろ、社員の協同組合が保有する形をとり、イスラエルのキブツのように、労働者による自主管理によって運営された。
1940年代までのユーゴスラビアは経済の面で他のヨーロッパ諸国からかなり立ち後れており、1人あたりの国民所得は約60～70ドル程度であった。更には第二次世界大戦におけるユーゴスラビア占領と解放闘争によって、ユーゴスラビアのインフラストラクチャーは悉く壊滅的な損害を受けていた。
しかし1960年代の経済復興にともなって、ユーゴスラビアの経済は大きく繁栄した。1人あたりの国民所得は約3500ドルまで増大し、失業率は低く、労働力人口の教育水準は漸増していった。ユーゴスラビアの冷戦における中立と非同盟諸国における指導的な役割のため、ユーゴスラビアの企業は西側諸国、東側諸国の双方に製品を輸出した。ユーゴスラビアの企業はアフリカ、ヨーロッパ、アジアでの重要なインフラ整備や産業プロジェクトに携わったほか、ザスタバのユーゴ（Yugo）をはじめとする自動車の輸出も行われ、ヨーロッパやアメリカに渡った。
特にスロベニアでは経済発展が極めて顕著であった。スロベニアは他の構成国のように経営難に陥っている企業を無条件で救済して雇用を維持する方法を取らず、企業の経営の大部分を市場に放任させた。これにより腐敗した企業の倒産を促し、企業間の健全な競争を発生させ、効率的な経済の循環をもたらした。また、国内外の需給バランスを熟知したスロベニア政府による的確な投資により、コペル港などの大規模な貿易・観光の拠点が整備され、国内市場の更なる活性化に繋がった。これらの努力によりスロベニアは社会主義国でありながら西側諸国の一部の国々に匹敵する、年率平均6%の経済成長率を記録した。一方、コソボのように政治腐敗や外的要因などによって全く経済成長の恩恵を受けることができなかった構成国も存在し、その格差は徐々に広がっていくことになる。
ユーゴスラビアでは1960年代より出入国の自由が認められていたため、多くの労働者が西側諸国、特に西ドイツなどに出稼ぎ労働に行った。西側諸国への出稼ぎ労働は、ユーゴスラビアの失業率を低く保つ上で一役買っていたほか、新たな資金、外貨の獲得源ともなっていた。
1970年代、エドヴァルド・カルデリ（Edvard Kardelj）の理論に基づいて、経済の再編が行われた。この理論では、企業の自己決定権や、労働者の働きによって公有企業の収益を分配することが認められた。全ての企業は「労働組織」へと改組された。「基礎組織」は企業を構成する最小単位であり、小企業や、大企業の部署がこれに相当する。それぞれの基礎組織があつまって「労働組織」となり、それらは「連合労働組織」に組み入れられた。連合労働組織は大企業や、産業の特定分野すべてを代表するものであった。もっとも重要な決定はそれぞれの労働組織によって決められ、これによって一定の企業間競争が生まれる。管理職の任命や、労働組織の戦略方針の決定は、その重要性に応じて、時に政治的、あるいは個人的な影響力拡大のために持ち出されることがあった。
企業の意思決定に対して全ての労働者に平等な権利を与えるために、「基礎組織」の制度は厚生、教育などの公共サービスにも適用された。基礎組織を構成する人数は通常、数十人を上回ることはなく、労働者たちによる委員会を持ち、企業は公共サービスの運営管理には労働者たちの同意を必要とした。
こうした経済モデルは1970年代までユーゴスラビアに目覚ましい発展をもたらしたが、立地条件・採算を無視した公共事業の数々や党の有力者による杜撰な運営体制など、次第にこの経済モデルの非効率性が露わになり、国際収支の赤字が増大し、西側諸国への出稼ぎ労働で得られる外貨では到底賄えないほどの対外債務を抱えるようになる。同時に通貨ユーゴスラビア・ディナールのインフレーションが加速し、失業率も12%まで悪化するなど、1980年までには経済成長の鈍化並びに景気減退の動きが顕在化し始めた。これらの問題は第二次オイルショックの余波及び経済政策を統治していたチトーの死去により1980年代に入り更に悪化し、対外債務の額はGDPの約50%相当にまで膨れ上がった。更にその経済モデルによってユーゴスラビアの構成国の間で一人当たりの域内総生産（GDP）に大きな格差が生じ、特に一人当たりGDPが高いスロベニア・クロアチアと一人当たりGDPが低いセルビア等の間で経済政策を巡る対立が深刻化した。その対立から1980年代後半の経済政策は混迷を極め、1989年には年率2565%に達するハイパーインフレーションが発生し、構成国間の関係に不可逆的な亀裂をもたらした。
1989年12月、アンテ・マルコヴィッチ（Ante Marković）首相による、ディナールのデノミネーションと固定相場制の確立、そして自由経済への転換（国営企業の民営化や金利・外貨両替・貿易の自由化）といった大規模な経済再建改革が行われた。この改革はインフレ率を1989年12月の月率56%から僅か3ヶ月間で月率2.4%にまで鈍化させ、その後の約1年半で外貨準備高が約4倍になり、対外債務額が半減するなど一定の成果を挙げたが、改革の要であった過度な緊縮財政政策は企業の倒産件数の増加とGDPの低下を招くなど多くの政治家（主にセルビア）からの不評を買った。更には1990年末に行われたミロシェヴィッチ政権による約18億ドル相当の紙幣の濫発と不当な融資によってマルコヴィッチ首相による財政健全化の努力は水泡に帰し、急速なインフレーションの再発等の様々な問題を招き、結果として多くの構成国が独立と独自通貨発行への道を選んだ。
その後のユーゴスラビア紛争と一連の市場縮小、マネジメントの失敗や不透明な企業の私有化によって、1990年代の旧ユーゴスラビア諸国はいずれも大きな経済問題を抱えることとなった。スロベニアだけはユーゴスラビア崩壊期のショックと落ち込みからすぐに立ち直り、経済成長を続けた。クロアチアが1990年の国内総生産の水準を回復したのは2003年のことであった。それ以外の多くの国々では、2008年に至っても1990年の経済水準を回復していない。
域内総生産（GDP） (出典: IMF/World Bank - 1990)
| 地域 | 地域                                   | 地域       | 経済              | 経済          |
| 地域 | 地域                                   | 人口       | GDP（10億米ドル） | 一人当たりGDP |
| ---- | -------------------------------------- | ---------- | ----------------- | ------------- |
| 1    | スロベニア社会主義共和国               | 1,982,000  | 13,740            | 6,940         |
| 2    | クロアチア社会主義共和国               | 4,784,000  | 25,640            | 5,350         |
| 3    | ヴォイヴォディナ社会主義自治州         | 2,021,000  | 7,660             | 3,790         |
| 4    | セルビア社会主義共和国                 | 5,690,000  | 16,910            | 2,970         |
| 5    | ボスニア・ヘルツェゴビナ社会主義共和国 | 4,364,000  | 10,870            | 2,490         |
| 6    | モンテネグロ社会主義共和国             | 652,000    | 1,520             | 2,330         |
| 7    | マケドニア社会主義共和国               | 2,021,000  | 4,420             | 2,180         |
| 8    | コソボ社会主義自治州                   | 1,965,000  | 3,360             | 1,840         |
| 合計 | ユーゴスラビア社会主義連邦共和国       | 23,451,000 | 84,120            | 3,587         |

## 多様性を内包した国家
ユーゴスラビア社会主義連邦共和国は、
- 七つの国境（イタリア、オーストリア、ハンガリー、ルーマニア、ブルガリア、ギリシア、アルバニア）
- 六つの共和国（スロベニア、クロアチア、セルビア、ボスニア・ヘルツェゴビナ、モンテネグロ、マケドニア）
- 五つの民族（スロベニア人、クロアチア人、セルビア人、モンテネグロ人、マケドニア人）
- 四つの言語（スロベニア語 、クロアチア語、セルビア語、マケドニア語）
- 三つの宗教（正教、カトリック、イスラム教）
- 二つの文字（ラテン文字、キリル文字）
- 一つの連邦国家

といわれるほどの多様性を内包したモザイク国家であった。
さらに、「五つの民族」には含まれていない主要民族であるボスニア・ヘルツェゴビナ、セルビア南西部・モンテネグロ西部（サンジャク地方）に多いムスリム人、セルビア南部のコソボ自治州やマケドニア共和国西部に多いアルバニア人、セルビア北部のヴォイヴォディナ自治州に多いハンガリー人、またロマ人などが存在した。
言語学では差異が小さいセルビア語とクロアチア語を一言語(セルビア・クロアチア語)とみなす場合がある。
「七つの国境」については「七つの隣国」や「七つの不安」、「一つの連邦国家」については「一人のチトー」、「五つの民族」については「五つの主要民族」とした上で「八つの少数民族」が追加されるなど、様々な表現があった。

## その他
- ユーゴスラビアの国歌「スラヴ人よ」（Hej, Slováci）は、1834年に作られ、以来汎スラヴ主義の象徴歌、ソコル（Sokol）体育教育と政治運動の象徴歌、第二次世界大戦期のスロバキア共和国、セルビア、モンテネグロ、ユーゴスラビアの国歌であった。この曲はまたスロバキアの非公式の第二の国歌とみなされている。旋律は1926年以降のポーランド国歌「ドンブロフスキのマズルカ」（Mazurek Dąbrowskiego）を基にしているが、「スラヴ人よ」のほうがテンポが遅い[65]。

## ギャラリー

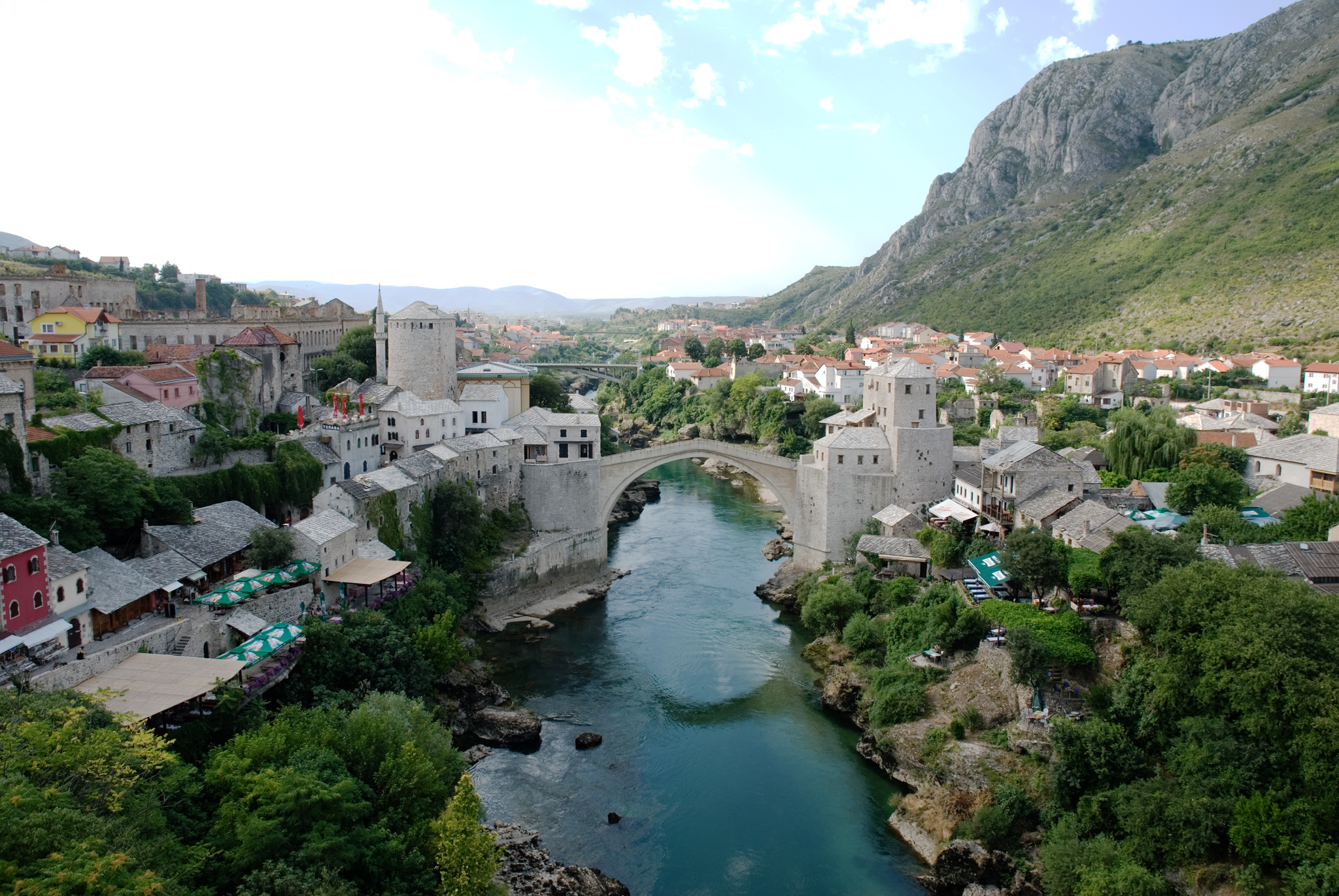
ボスニア・ヘルツェゴビナ、モスタルのスタリ・モスト。
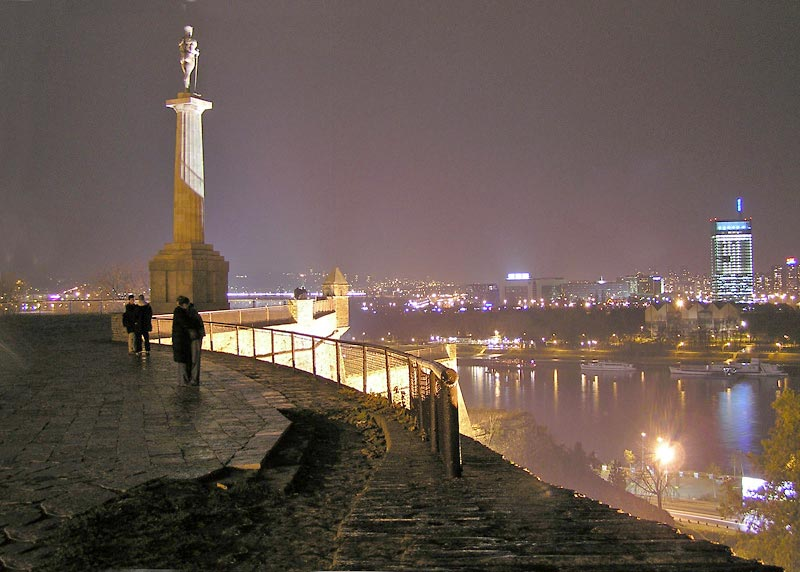
ベオグラードの象徴、ポベドニク（Pobednik）
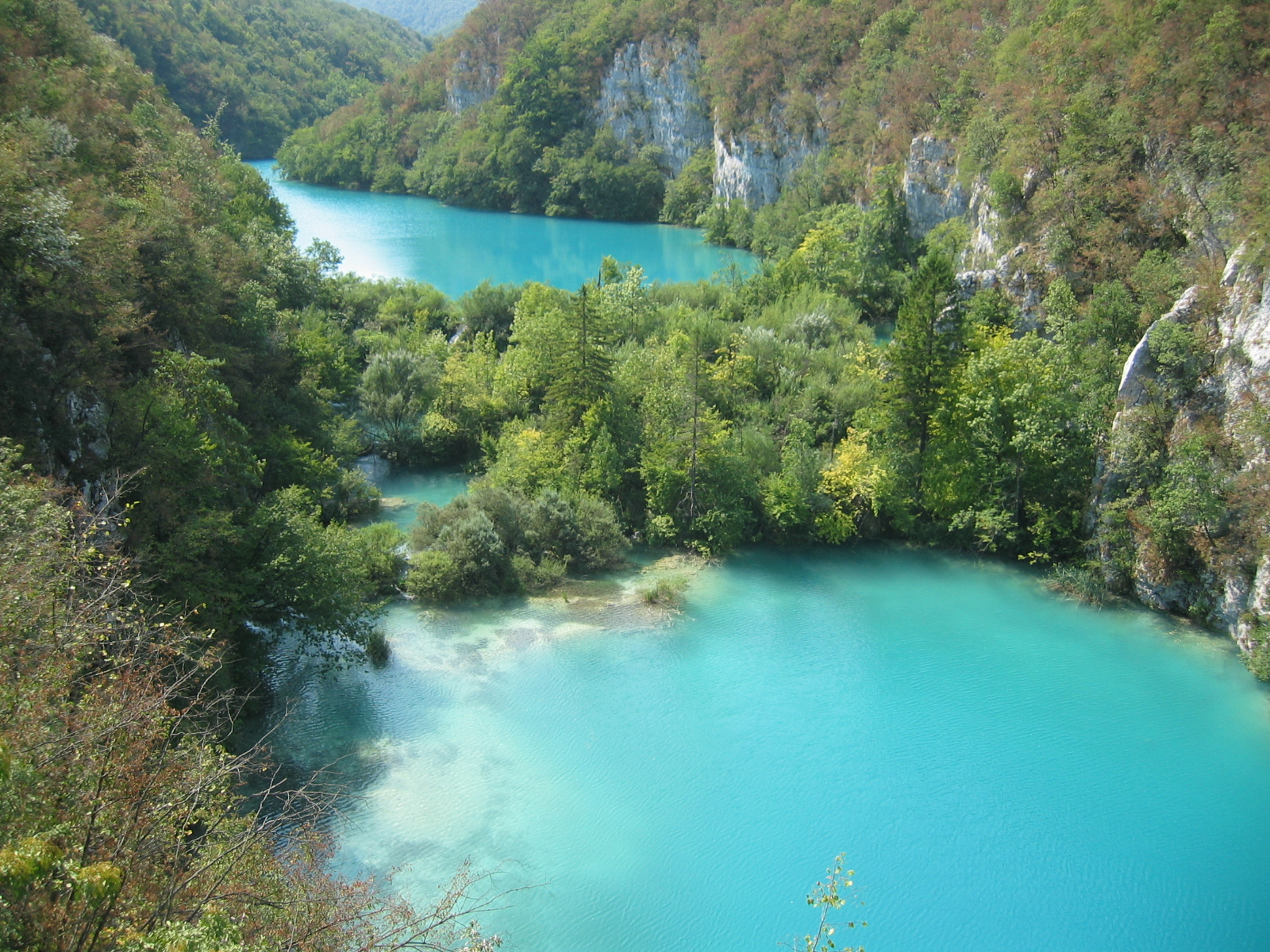
クロアチアのプリトヴィツェ湖群国立公園
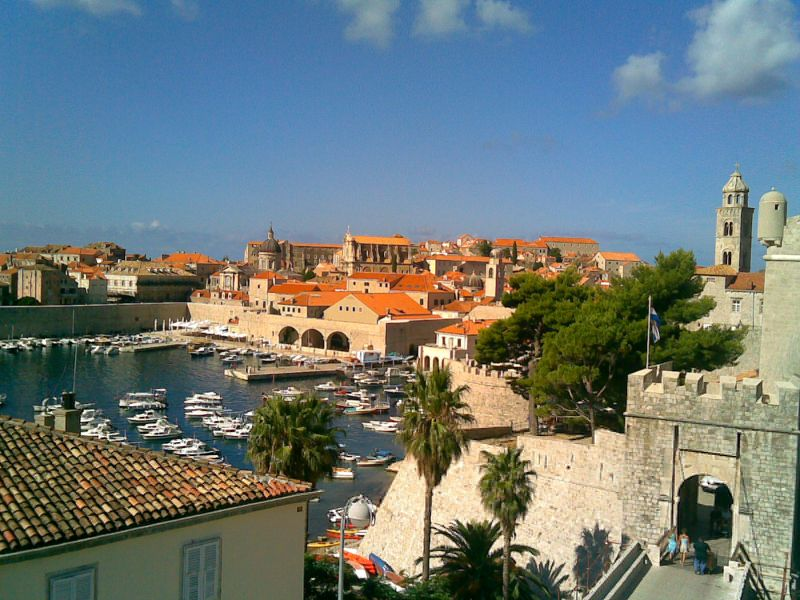
クロアチアのドゥブロヴニク。UNESCOの世界遺産に登録された、国際的な観光地。